# Liste der Straßen und Plätze in Berlin-Biesdorf

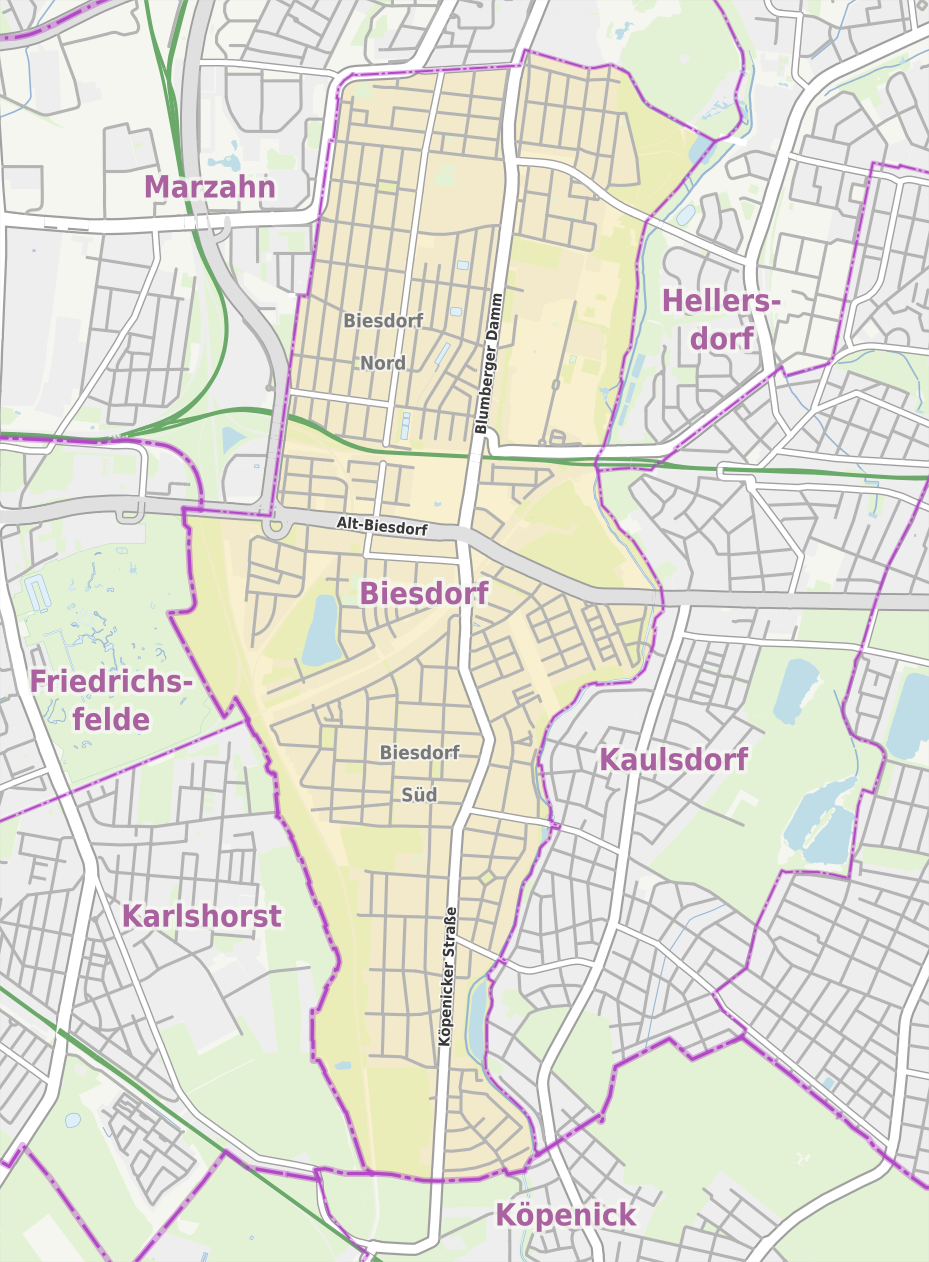
Übersichtskarte von Berlin-Biesdorf

Die Liste der Straßen und Plätze in Berlin-Biesdorf beschreibt das komplette Straßensystem im Berliner Ortsteil Biesdorf des Bezirks Marzahn-Hellersdorf mit den entsprechenden historischen Bezügen. Gleichzeitig ist diese Zusammenstellung ein Teil der Listen aller Berliner Straßen und Plätze.

## Überblick
Die Gemeinde Biesdorf gehörte bis 1920 zum Landkreis Niederbarnim in der preußischen Provinz Brandenburg. Im Berliner Adressbuch wird Biesdorf mit seinen Straßen erst aufgeführt, nachdem die Landgemeinde Teil Groß-Berlins und des dortigen Verwaltungsbezirks Lichtenberg wurde.
Die östliche Grenze Biesdorfs zu den Ortsteilen Hellersdorf und Kaulsdorf bildet das Ostufer der Wuhle. Im Norden und Westen wird Biesdorf durch Marzahn begrenzt, im Westen schließen Friedrichsfelde und Karlshorst an, südlich folgt Köpenick.
Der Ortsteil wird durch die Trasse, auf der die gemeinsam geführten Bundesstraßen B 1 und B 5 verlaufen, in West-Ost-Richtung durchschnitten. Die Preußische Ostbahn mit dem S-Bahnhof Biesdorf der Linie S 5 durchquert den Ortsteil von Westen nach Osten. Zwischen dem Berliner Außenring an der Grenze zu Friedrichsfelde und dem Bahnhof Wuhletal quert die U-Bahn-Linie U5 entlang der ehemaligen VnK-Strecke den Ortsteil von Südwesten nach Nordosten als Dammbahn. Auf Biesdorfer Gebiet liegen die U-Bahnhöfe Biesdorf-Süd und Elsterwerdaer Platz.
Die Straßennamen der zwischen 1900 und den späten 1920er Jahren angelegten Wohnviertel in der Gemarkung Biesdorf (Süd und Nord) und Stadtrandsiedlung Hellersdorf (mit Teilen der Kolonie Daheim) wurden in der Planung bzw. bei ihrer Erstanlage meist nummeriert (Straße 1 bis Straße 81) oder mit Buchstaben gekennzeichnet. Weitere Straßen in Biesdorf-Nord sind nach ihrer Fertigstellung 1933 nach Getreidearten, Nutzpflanzen oder landwirtschaftlichen Geräten bezeichnet worden, zwei kamen 1961 hinzu.
Seit der politischen Wende entstanden in den vorhandenen Kleinsiedlungen oder auf ehemaligen Brachflächen zahlreiche neue Eigenheime wie die Siedlung Habichtshorst westlich des Wuhletal-Wanderweges mit neuen Straßennetzen. In Habichtshorst-Ost wurden fünf neue Straßen nach Zierpflanzen und eine nach dem Berliner Gartendirektor Albert Brodersen benannt. In Habichtshorst-West wurden zwischen November 1998 und 2007 17 neue Straßennamen nach Faltern vergeben.
Die längsten Verkehrswege sind der Straßenzug Blumberger Damm–Köpenicker Straße mit etwa 6500 Metern, der den gesamten Ortsteil von Nord nach Süd durchquert und Alt-Biesdorf in West-Ost-Richtung mit rund 3100 Metern, der den Ortsteil in einen Nord- und einen Südbereich gliedert.
Gemäß den Angaben in Berliner Adressbüchern der 1930er und 1940er Jahre wurde Biesdorf in den Nordbereich (nördlich der Eisenbahntrasse), Biesdorf-Mitte (zwischen Eisenbahntrasse und Alt-Biesdorf) und den Südbereich gegliedert. Statistisch werden für Biesdorf die lebensweltlich orientierten Räume (LOR) Oberfeldstraße (LOR 24), Buckower Ring (LOR 25), Alt-Biesdorf (LOR 26) und Biesdorf-Süd (LOR 27) unterschieden. Biesdorf-Süd war vor seiner baulichen Erschließung der Biesdorfer Busch, ein ausgedehntes bewaldetes Feuchtgelände.
Biesdorf hat 30.974 Einwohner (Stand: 31. Dezember 2023) und umfasst den Postleitzahlenbereich 12683.

## Übersicht der Straßen
Die nachfolgende Tabelle gibt eine Übersicht über die vorhandenen Straßen und Plätze im Ortsteil sowie einige dazugehörige Informationen.
- Name/Lage: aktuelle Bezeichnung der Straße oder des Platzes. Über den Link Lage kann die Straße oder der Platz auf verschiedenen Kartendiensten angezeigt werden. Die Geoposition gibt die Lage der ungefähren Mitte der Straßenlänge an.
- Im amtlichen Straßenverzeichnis nicht aufgeführte Verkehrswege sind mit * gekennzeichnet.
- Ehemalige oder nicht mehr gültige Straßennamen sind kursiv gesetzt. Für bedeutende ehemalige Straßen oder historische Straßennamen ist gegebenenfalls eine gesonderte Liste vorhanden.
- Länge/Maße in Metern:
Die in der Übersicht enthaltenen Längenangaben sind  gerundete Übersichtswerte, die in Google Earth mit dem dortigen Maßstab ermittelt wurden. Sie dienen Vergleichszwecken und werden, sofern amtliche Werte bekannt sind, ausgetauscht und gesondert gekennzeichnet.
Bei Plätzen sind die Maße in der Form a × b für rechteckige Anlagen und für (ungefähr) dreieckige Anlagen als a × b × c mit a als längster Seite angegeben.
Sofern die Straße auch in benachbarte Ortsteile weiterführt, gibt der Zusatz ‚im Ortsteil‘ an, wie lang der Straßenabschnitt innerhalb des Ortsteils dieses Artikels ist.
- Namensherkunft: Ursprung oder Bezug des Namens.
- Anmerkungen: weitere Informationen über anliegende Baudenkmale oder Institutionen, die Geschichte der Straße und historische Bezeichnungen.
- Bild: Foto der Straße oder eines anliegenden Objektes.

| Name/Lage                         | Länge/Maße (in Metern)              | Namensherkunft | Datum der Benennung                                              | Anmerkungen | Bild |
| --------------------------------- | ----------------------------------- | --- | ---------------------------------------------------------------- | --- | --- |
| Ährenweg (Lage)                   | 0420                                | Ähre, Bezeichnung für den Fruchtstand von Getreidepflanzen | 5. Apr. 1934                                                     | Die Namensgebung steht im Zusammenhang mit der baulichen Erschließung der Fläche nördlich vom S-Bahnhof Biesdorf. Zuerst hieß der Verkehrsweg Straße 6a. Er führt vom Gerstenweg in südöstliche Richtung und knickt dann nach Süden ab. Nach der Kreuzung mit der Roßlauer Straße führt er als Sackgasse weiter. | Ährenweg, ab Gerstenweg |
| Alberichstraße (Lage)             | 1470                                | Alberich, Zwerg aus dem Nibelungenlied mit Tarnkappe, Gegner Siegfrieds | 27. Juni 1925                                                    | Der erste Name war Straße A. Sie führt als Fortsetzung der Dornacher Straße von der Alfelder Straße in Nord-Süd-Richtung bis zum Straßenzug Habubrandweg / Hadubrandstraße. Die Alberichstraße ist seit dem Jahr 2000 als Fahrradstraße ausgewiesen und war die erste Fahrradstraße Berlins. | |
| Alfelder Straße (Lage)            | 1200                                | Alfeld (Leine), Stadt in Niedersachsen | 9. Nov. 1926                                                     | Die Straße verläuft in West-Ost-Richtung in Biesdorf-Süd inmitten einer Villenkolonie. Die südliche Seite bis etwa zur Mitte der Straßenlänge grenzt an Kleingartenanlagen, die auf einem erhöhten Gelände liegen (1954 auf einem Stadtplan als „Fuchsberge“ bezeichnet mit einer Höhe von 42,7 Meter ü. NN). | |
| Allee der Kosmonauten (Lage)      | 0460 (im Ortsteil)                  | Kosmonaut, russische Bezeichnung für einen Raumfahrer | 22. Sep. 1978                                                    | Die Straße wurde um 1975 in der jetzigen Trassierung angelegt und zunächst Springpfuhlstraße genannt. Sie verläuft von Westen nach Osten zweifach abgeknickt. Nur ein kleines Teilstück auf der südlichen Seite im mittleren Abschnitt (Hausnummern 132–140) gehört zu Biesdorf. | |
| Alpenveilchenweg (Lage)           | 0080                                | Alpenveilchen, Blume | 2. Apr. 2002                                                     | Die in der Villenkolonie Biesdorf-Süd verlaufende Straße ist nicht öffentlich gewidmet. | |
| Alt-Biesdorf (Lage)               | 3060                                | Alt-Biesdorf, Zentrum der ersten Ansiedlung | 26. Juli 1927                                                    | Die Straße, ein Teilstück der östlichen Ausfallstraße von Berlin, der Bundesstraßen 1 und 5, schließt sich östlich an die Straße Alt-Friedrichsfelde an und führt als Alt-Kaulsdorf und schließlich Frankfurter Chaussee weiter bis nach Frankfurt (Oder). Nach einem großen Brand im Jahr 1839 wurden die beiden Hälften des Dorfangers verbreitert und begradigt. Unter Denkmalschutz stehen die Dorfkirche Biesdorf im Zentrum des Angers sowie die Wohnhäuser Alt-Biesdorf 6–9, 16, 18/19, 21–30, 55–60, 62–66, 68/69, 71a, 73 und 75. Frühere Straßennamen waren Frankfurter Straße (um 1925–1927), Dorfstraße (östlicher Abschnitt; bis 1927) und Straße nach Mahlsdorf (westlicher Abschnitt; bis 1927) | Die Dorfkirche in der Mitte der Straße Alt-Biesdorf (früherer Anger) · Alt-Biesdorf von Nordwesten gesehen; im Hintergrund die Kirchturmspitze, davor alte Wohnhäuser auf dem Anger, an der linken Ecke die Einmündung der Oberfeldstraße |
| Alt-Friedrichsfelde (Lage)        | 0150 (im Ortsteil)                  | Friedrichsfelde, Ortsteil von Berlin | 26. Juli 1927                                                    | Nur zwei Hausnummern dieser Straße, östlich von der Autobrücke zur Märkischen Allee, gehören zum Ortsteil Biesdorf. Vor der seit 1992 (wieder) gültigen Namensgebung hieß dieser Verkehrsweg Frankfurter Chaussee (um 1700 bis 1800), Frankfurter Allee (um 1800 bis um 1900), Berliner Straße (um 1900 bis 1927), Straße der Befreiung (1975–1992). | |
| Altentreptower Straße (Lage)      | 1180 + 450                          | Altentreptow, Stadt in Mecklenburg-Vorpommern | 16. Juni 1989                                                    | Die Straße wurde im Zusammenhang mit dem Bau des S- und U-Bahnhofs Wuhletal angelegt. Sie verläuft vom Blumberger Damm im Westen nördlich und parallel zur S-Bahn-Trasse bis zur Parchimer Straße im Nachbarortsteil Hellersdorf. Die Brücke über die Wuhle bildet die Ortsteilgrenze. Etwa in der Mitte des Straßenverlaufs befindet sich ein ringförmiger Ast zur Erschließung eines kleinen Gewerbegebietes, das im Wesentlichen Dienstleistungseinrichtungen der benachbarten medizinischen Einrichtungen Unfallkrankenhaus Berlin und Augenklinik Marzahn beherbergt und einige Wohnbauten (unteres Bild). | |
| Alwineweg (Lage)                  | 0370                                | Alwine, altdeutscher weiblicher Vorname; abgeleitet von dem männlichen Vornamen Alwin mit der Bedeutung „edel“, „vornehm“ und „Freund“ | 4. Apr. 1934                                                     | Der erste Name war Straße D. Der Weg verläuft von der Kreuzung Elisabethstraße/Blumberger Damm westlich bis zur Irmfriedstraße. Dort setzt er sich geradlinig als Völklinger Straße fort. Am Alwineweg 26 (Ecke Diethelmweg) steht das Mormonen-Gemeindehaus der „Kirche Jesu Christi der Heiligen der letzten Tage“. | Kirche Jesu Christi der Heiligen der letzten Tage |
| Am Binsengrund (Lage)             | 0160 + 120                          | Binsen, Sumpfpflanzen | 9. Nov. 1926                                                     | Im ersten Bebauungsplan war sie als Straße 44 eingetragen. Es ist ein West-Ost-Straßenzug zwischen Köpenicker Straße und Schwabenallee. An der Schwabenallee führt die Straße versetzt weiter bis zur Dramburger Straße. | |
| Am Brodersengarten (Lage)         | 0360                                | Albert Brodersen (1857–1930), Gartenarchitekt, u. a. Planer des früheren Schlossparks Biesdorf | 2. Apr. 2002                                                     | Die Straße verläuft in Nordwest-Südost-Richtung und umschließt zusammen mit dem Heidekrautweg im Süden, dem Pfingstrosenweg im Osten und zwei abgewinkelten Straßenabschnitten im Norden eine zu Beginn des 21. Jahrhunderts neu erschlossene Wohnsiedlung in Biesdorf-Süd. Im Süden verbindet ein Fußweg die Straße mit dem Wuhleufer. Die Namensgebung orientierte sich auch an den bereits vorhandenen nach Blumen benannten Straßen in der Umgebung. | |
| Am Gewerbepark (Lage)             | 0100                                | nach dem angrenzenden MEON-Gewerbepark | 29. März 2014                                                    | Die Straße zweigt in östlicher Richtung vom Blumberger Damm ab. Sie dient als Zufahrt zum MEON-Gewerbepark. Ursprünglich war sie 2013 als Grimmener Straße benannt worden. Sie wurde auf Wunsch der Betreibergesellschaft des Gewerbeparks umbenannt. | Am Gewerbepark, vom Blumberger Damm aus gesehen |
| Am Groen (Lage)                   | 0140                                | Groen, niederländisch für Grünanlage | 10. Dez. 2017                                                    | Die Erschließungsstraße im Neubaugebiet geht als Rundweg vom Möwenweg ab und besitzt noch eine Verlängerung. Direkt an der Wuhle ist eine Gartenstadt im Stil eines holländischen Viertels entstanden. | Bild gesucht Die Wikipedia wünscht sich an dieser Stelle ein Bild vom hier behandelten Ort. Motiv: 44Pinguine ( Diskussion ) 15:23, 9. Jan. 2025 (CET) Falls du dabei helfen möchtest, erklärt die Anleitung , wie das geht. BW           |
| Am Schloßhof (Lage)               | 0300                                | Hof des Schlosses Biesdorf, dessen langgestreckte Flächenform hier aufgenommen wurde | 1. Juli 1999                                                     | Die Straße verbindet in gerader Nord-Süd-Ausrichtung die Warener Straße mit dem Spatenweg und verläuft in zwei parallelen Ästen. Sie befindet sich östlich zum Blumberger Damm in der Nähe des Unfallkrankenhauses Berlin. Die beiden Äste erschließen ein Areal, auf dem sechs gleichartige Mehrfamilienhäuser in ökologischer Bauweise errichtet wurden. | Am Schloßhof, ab Warener Straße |
| Am Waldberg (Lage)                | 0760                                | nach ‚Wald‘ und ‚Berg‘ also einem hügeligen bewaldeten Gelände; hier eine historische Flurbezeichnung aus vorherigen Jahrhunderten | 9. Nov. 1926                                                     | Die ersten Namen waren Straße 31 und Straße 31a. Die Nord-Süd-Straße beginnt an der Schackelsterstraße, macht am Dohlengrund einen Versatz nach Westen und führt dann geradlinig bis zur Alfelder Straße. | |
| Am Weidenbruch (Lage)             | 0290                                | Weiden (Gattung) und Bruchwald | 9. Nov. 1926                                                     | Sie verbindet die Schackelster- mit der Kreuzschnabelstraße und knickt ab der Hausnummer 6 leicht nach Süden ab. | |
| An den Grachten (Lage)            | 0225                                | Grachten, niederländischer und niederdeutscher Begriff für Kanal, Graben oder Wassergraben. | 10. Dez. 2017                                                    | Die Erschließungsstraße im Neubaugebiet geht von Möwenweg bis Grüne Aue. Direkt an der Wuhle ist eine Gartenstadt im Stil eines holländischen Viertels entstanden. | |
| Annenstraße (Lage)                | 1010                                | Anne, weiblicher Vorname, Koseform von Anna sowie Kurzform von Annemarie, Anneliese, Annelore oder Marianne | vor 1920                                                         | Die Straße liegt im Bereich Biesdorf-Nord und führt von West nach Ost. Der Hausnummernbereich 2–4 reicht von der Maratstraße bis zur Allee der Kosmonauten und bildet eine Sackgasse, an der sich Gewerbeeinheiten befinden. Die weitere Zählung (bis Nummer 90) verläuft von Maratstraße bis Hiltrudstraße geradlinig inmitten eines Kleinsiedlungsgebietes. | Annenstraße, Blickrichtung Westen |
| Anselmstraße (Lage)               | 0400                                | Anselm, altgermanischer männlicher Vorname, sinngemäß: „unter dem Schutz der Götter stehend“ | 27. Juni 1925                                                    | In ersten Bebauungsplänen wurde sie als Straße K bezeichnet. Im Berliner Adressbuch von 1922 soll sie als Paradiesstraße ausgewiesen sein, was sich aber (bisher) nicht dokumentieren lässt. Sie liegt im Bereich Biesdorf-Süd und verläuft leicht bogenförmig zwischen Köpenicker und Nitzwalder Straße in West-Ost-Richtung. Bei der Neubenennung erhielten alle West-Ost-Straßen weibliche und die Nord-Süd-Straßen männliche Vornamen. | |
| Apfelwicklerstraße (Lage)         | 0180                                | Apfelwickler, Nachtfalter und Obstschädling | 17. Juli 2007                                                    | Sie liegt im Wohngebiet Habichtshorst in Biesdorf-Süd und verläuft von der Straße Habichtshorst nordwärts als Sackgasse. Bis zur Mohrenfalterstraße führt ein Fußweg. In dieser Straße (Hausnummern 4–6) wurde am 4. Oktober 2018 der Neubau der Grundschule am Fuchsberg eröffnet, die 1992 gegründet, jedoch bis dahin in Containern auf dem Gelände einer anderen Biesdorfer Schule untergebracht worden war. | |
| Apollofalterallee (Lage)          | 0640                                | Apollofalter, mitteleuropäische Schmetterlingsart | 29. Okt. 1998 (Verkehrsfreigabe am 15. Dezember 1998)            | Die leicht bogenförmige Straße verbindet in Nordostrichtung die Köpenicker Straße mit Alt-Biesdorf und liegt im Wohngebiet Habichtshorst. Sie war die erste hier fertiggestellte Straße. | |
| Arnfriedstraße (Lage)             | 0140                                | Arnfried, altdeutscher männlicher Vorname | 27. Juni 1925                                                    | Die Straße war Bestandteil von Bebauungsplanungen der 1920er Jahre und hieß zunächst Straße E. Der Arnfriedweg und die Arnfriedstraße bilden einen West-Ost-Straßenzug; die Arnfriedstraße verbindet die Alberichstraße mit der Köpenicker Straße. Ihre östliche Verlängerung stellt die Dubickstraße dar, die bis zur Schwabenallee führt. | |
| Arnfriedweg (Lage)                | 0380                                | nach der gleichnamigen Straße | 28. Sep. 1959                                                    | Die Straße wurde 1959 als westliche Verlängerung der Arnfriedstraße in dem Siedlungsgebiet Biesenhorst I als Privatstraße angelegt. Sie verläuft in West-Ost-Richtung zwischen der Bahn-/Geraldstraße und der Alberichstraße. | |
| Arno-Philippsthal-Straße (Lage)   | 0150                                | Arno Philippsthal (1887–1933), Arzt in Biesdorf, Opfer des NS-Regimes | 8. März 2002                                                     | Die Straße liegt im Bereich Biesdorf-Süd. Sie zweigt als Stichstraße in südlicher Richtung von der Weißenhöher Straße ab. An ihr liegt das nach Arno Philippsthal benannte Haus der Betreuung und Pflege, das im Jahr 2000 als Neubau auf der Fläche des früheren „Pflegeheims Grabensprung“ entstand. | |
| Arnsberger Straße (Lage)          | 0840                                | Arnsberg, Stadt in Nordrhein-Westfalen | 9. Nov. 1926                                                     | Der Nord-Süd-Straßenzug verläuft zwischen Schackelster- und Alfelder Straße. Hier befindet sich ein Eingang zur Kleingartenanlage ‚Am Fuchsberg‘. | |
| Augenfalterstraße (Lage)          | 0280 (160)                          | Augenfalter, Schmetterlingsart | 17. Juli 2007                                                    | Die Straße verläuft in West-Ost-Richtung in Teilen als unbefestigter Fußweg von einer Grünfläche am Pollnower Weg bis zur Feuerfalterstraße. | |
| Aurikelweg (Lage)                 | 0080                                | Aurikel, Frühlingsblume | 2. Apr. 2002                                                     | Der Aurikelweg befindet sich südlich der Straße Alt-Biesdorf und führt von Am Brodersengarten bis zum Pfingstrosenweg. | |
| Aurorafalterweg (Lage)            | 0340                                | Aurorafalter, Schmetterlingsart | 17. Juli 2007                                                    | Die Straße verläuft in West-Ost-Richtung von der Köpenicker Straße bis zum Segelfalterweg. Ein Stichweg führt zur Grünfläche Schmetterlingswiese. | |
| Baggerseestraße (Lage)            | 0150                                | Biesdorfer Baggersee, ein bei der Gewinnung von Baumaterial entstandenes Gewässer | 1. März 1997                                                     | Beim Bau des Berliner Außenrings wurde die Budsiner Straße geteilt. Aus einer nahe gelegenen Senke wurde vor allem Kies „ausgebaggert“ und für die Trasse verwendet. Die entstandene Grube füllte sich etappenweise mit Grundwasser, wodurch der Baggersee entstand. Der durch die Bahntrasse nun abgetrennte Ostteil der Straße (ehemals Hausnummern 37–47) nördlich dieses Sees erhielt 1997 einen diesbezüglichen eigenen Namen. Die Straße verläuft zwischen dem Bahndamm und einem Sportplatz im Osten jeweils als Sackgasse. | Baggerseestraße, ab Gladauer Weg |
| Bahnweg (Lage)                    | 0320                                | nach dem parallel verlaufenden Berliner Außenring | 28. Sep. 1959                                                    | Der Nord-Süd-Verkehrsweg östlich der Bahntrasse entstand durch den Bau der Eisenbahnstrecke. Er bildet die westliche Begrenzung der Kolonie Biesenhorst I und war lange Zeit namenlos. Nachdem sein Nordabschnitt (vorher bis/ab Dankratweg; versetzt) in den 1980er Jahren entwidmet wurde, verbindet er nunmehr die Balzerstraße geradlinig mit dem Arnfriedweg. | hinter den Büschen links verläuft der Bahndamm |
| Balzerplatz (Lage)                | 0140 × 50                           | Paul Balzer (16. Jh.), Gärtner und Grundbesitzer in Biesdorf oder Balzer von Pfuhl, der 1572 das Rittergut Biesdorf gründete und dessen Vorfahren das Angerdorf Biesdorf besaßen                                                                         | 11. März 1937                                                    | Vorher Platz G, in dessen Namensgebung die nördlich und südlich am Platz verlaufende Straße einbezogen wurde. | Balzerplatz, Nordgrenze |
| Balzerstraße (Lage)               | 0430                                | Paul Balzer (16. Jh.), Gärtner und Grundbesitzer in Biesdorf oder Balzer von Pfuhl, der 1572 das Rittergut Biesdorf gründete und dessen Vorfahren das Angerdorf Biesdorf besaßen                                                                         | 11. März 1937                                                    | Die Straße ist die östliche Fortsetzung des Balzerweges und führt als West-Ost-Straßenzug vom Balzerplatz bis zur Fortunaallee. | Balzerstraße, östlicher Bereich |
| Balzerweg (Lage)                  | 0420                                | nach der gleichnamigen Straße | 28. Sep. 1959                                                    | Erste Bezeichnung war ab den 1920er Jahren Bodostraße. Bei der intensiveren Bebauung der Kolonie „Biesenhorst“ erhielt die westwärts vom Balzerplatz abgehende Straße den heutigen Namen. | |
| Beethovenstraße (Lage)            | 0380                                | Ludwig van Beethoven (1770–1827), Komponist | um 1920                                                          | Zuerst hieß sie Straße 6. Sie wurde bei der Anlage der Eisenbahn geteilt. Ihr östlicher Abschnitt verbindet die Haydnstraße in West-Ost-Richtung mit der Braunsdorfstraße. Der westliche Abschnitt ist eine von der Oberfeldstraße abgehende nach Osten verlaufende Sackgasse. | Westlicher „Stummel“ der Beethovenstraße |
| Bentschener Weg (Lage)            | 1740 (im Ortsteil)                  | Bentschen, Stadt in der Provinz Posen, seit 1920 Zbąszyń in Polen | 11. Mai 1938                                                     | Die Straße verläuft von der Märkischen Spitze in Marzahn bis zur Oberfeldstraße in gerader Führung von West nach Ost. Dort setzt sie sich als Roßlauer Straße fort. | |
| Beruner Straße (Lage)             | 0580                                | Berun, Stadt in Ostoberschlesien, seit 1922 Bieruń in Polen | 9. Nov. 1926                                                     | Um 1906 angelegt hieß sie zuerst Straße 11. Sie führt vom Baggersee in Südsüdwest-Richtung, unter der U-Bahn am Bahnhof Biesdorf-Süd hindurch bis zum Dohlengrund. Ab hier macht sie einen Schwenk nach Süden und geht an der Kreuzung mit der Stader Straße in die Lauchhammerstraße über. | Beruner Straße, ab Debenzer Straße |
| Biesdorfer Blumenwiese (Lage)     | 0120                                | Biesdorf und Blumenwiese | 11. Sep. 2006                                                    | Die Straße befindet sich im Norden von Biesdorf, die als Nord-Süd-Zug eine fußläufige Verbindung zwischen der Charlottenstraße und der Annenstraße herstellt. An ihr liegt das Biesdorfer Heimatmuseum, ein umgenutztes Werkstattgebäude der Siemens-Schuckert-Werke. Auf dem Gelände wurde 1909 ein Luftschiff in einer drehbaren Halle gebaut und stationiert. | Biesdorfer Blumenwiese, Sicht ab Charlottenstraße |
| Biesdorfer Friedhofsweg (Lage)    | 0660                                | Friedhof Biesdorf | 1. Mai 1995                                                      | Die nur zum Friedhof führende Straße war seit dessen Anlage Ende des 19. Jahrhunderts bis 1995 namenlos. Der namensgebende Biesdorfer Friedhof steht unter Denkmalschutz. Der Weg verläuft von der Nordseite von Alt-Biesdorf östlich parallel zur U-Bahn-Trasse. Auf der Fläche zwischen diesem Weg, der Wuhle und Alt-Biesdorf wurden etwa zwischen 1952 und 1958 Trümmer abgekippt, die bei der Beseitigung der vom Krieg zerstörten Gebäude in Berlins Mitte entstanden. In den 1980er Jahren wurde der Hügel begrünt und zur Biesdorfer Höhe umgestaltet. | |
| Biesdorfer Promenade (Lage)       | 1460                                | Biesdorf, Ortsteil des Bezirks Marzahn-Hellersdorf | um 1977                                                          | Die Promenade ist ein reiner Fuß- und Radweg, der entlang eines Grabens in Nordwest-Südost-Richtung verläuft. Sie führt von einem Erschließungsast der Allee der Kosmonauten bis zum Hafersteig und wurde zuerst Wasserweg genannt. In gleicher Richtung, aber leicht versetzt, geht der Weg dann als Spatenweg weiter bis zum Blumberger Damm. | |
| Biesdorfer Weg (Lage)             | 0870                                | Biesdorf, Ortsteil des Bezirks Marzahn-Hellersdorf | um 1929                                                          | Der lange Zeit namenlose und unbefestigte Weg zwischen dem Dorf Biesdorf und Köpenick wurde nicht-amtlich auch als Heuweg bekannt. Er gehörte anfangs zur Gemarkung Biesdorf in der Gemeinde Cöpenick. Zwischen 1927 und 1929 hieß er Biesdorfer Waldweg. Am 1. Dezember 1993 wurde ein ostwärts versetzt weiterführender Straßenabschnitt ausgegliedert und mit Wateweg neu bezeichnet. Der Biesdorfer Weg führt in leicht geschwungener Form vom Hadubrandweg südwärts bis zur Wuhlestraße / Am Wuhleufer. | |
| Birkenallee (Lage)                | 0380                                | Birken, weit verbreitete Laubbäume in Mittel- und Nordeuropa | um 1900                                                          | Sie verbindet die Köpenicker Straße in West-Ost-Richtung mit der Fortunaallee. | |
| Bischofstaler Straße (Lage)       | 0080 (im Ortsteil)                  | Bischofstal, Stadt in der Provinz Oberschlesien, seit 1945 Ujazd in Polen | 7. Jan. 1928                                                     | Sie hieß zuerst Straße 9, nach der Neubenennung zunächst Bischofsthaler Straße geschrieben. Nur ein kleiner westlicher Abschnitt gehört zu Biesdorf, das längere Straßenstück jenseits der Wuhle ist Bestandteil des Straßensystems im Ortsteil Berlin-Kaulsdorf. | |
| Bismarcksfelder Straße (Lage)     | 0220 (im Ortsteil)                  | Bismarcksfelde, Ort in der Provinz Posen, seit 1920 Wiktorowo, Ortsteil der Gemeinde Buk in Polen | 7. Jan. 1928                                                     | Sie hieß zuerst Straße 10 und gehörte zu Köpenick. 1938 kam sie zu Lichtenberg und um 1975 zu Marzahn. Sie verläuft von der Biesdorfer Straße (Kaulsdorf) über die Bismarcksfelder Brücke bis zur Kaulsdorfer Straße. Die Wuhle unterteilt diese Straße in einen westlichen Abschnitt in Biesdorf und einen östlichen Abschnitt in Kaulsdorf. | |
| Blütenauer Straße (Lage)          | 0220                                | Blütenau, Ort in der Provinz Posen, seit 1920 Kwieciszewo in Polen | 7. Jan. 1928                                                     | Um 1902 wurde sie als Straße 11 angelegt und war zunächst zu Köpenick gehörig. 1938 kam die Blütenauer Straße nach Lichtenberg, später zum Bezirk Marzahn-Hellersdorf. Sie verbindet den Biesdorfer Weg nordostwärts mit der Nitzwalder Straße. | |
| Blumberger Damm (Lage)            | 2960 (im Ortsteil)                  | Blumberg, Ortsteil der Gemeinde Ahrensfelde in Brandenburg | 31. Jan. 1992                                                    | Der Verkehrsweg verlief zunächst nur zwischen Cecilienstraße und Alt-Biesdorf und trug seit 1937 den Namen Globsower Straße. Er wurde bei der Errichtung der Großwohnsiedlung Marzahn in nördlicher Richtung verlängert, zwischen Havemannstraße (damals Erich-Glückauf-Straße) und Rapsweg verkehrstechnisch ausgebaut und 1978 auf diesem Abschnitt als Otto-Buchwitz-Straße benannt (nach dem DDR-Politiker Otto Buchwitz). Nach Errichtung einer Straßenbrücke über die S- und Fernbahn wurde die vierstreifige Trasse 1986 an die Straße Alt-Biesdorf angeschlossen und erhielt auf ganzer Länge den Namen Otto-Buchwitz-Straße. Zum Ortsteil Biesdorf gehört nur das südliche Teilstück von der Elisabethstraße bis Alt-Biesdorf. | |
| Boschpoler Platz (Lage)           | 0120 × 65                           | Groß- und Klein-Boschpol, Orte in Pommern, seit 1945 Bożepole Wielkie und Bożepole Małe, Ortsteile von Łęczyce in Polen | 11. Mai 1938                                                     | Nach der Anlage um 1906 wurde er als Goetheplatz bezeichnet. Er liegt zwischen Otto-Nagel- und Eckermannstraße und teilt die Boschpoler Straße. Er ist ein Pendant zum Lappiner Platz, der etwa 1080 Meter weiter südlich liegt. | |
| Boschpoler Straße (Lage)          | 0710                                | Groß- und Klein-Boschpol, Orte in Pommern, seit 1945 Bożepole Wielkie und Bożepole Małe, Ortsteile von Łęczyce in Polen | 11. Mai 1938                                                     | Sie hieß bei ihrer Erstanlage um 1906 Viktoriastraße und verläuft in West-Ost-Richtung von der Allee der Kosmonauten bis über die Oberfeldstraße hinaus in ein kleines Gewerbegebiet. Etwa in der Mitte wird sie vom Boschpoler Platz unterbrochen. | |
| Brachfelder Straße (Lage)         | 0710                                | Brachfeld, Ort in Ostpreußen, verschwand nach dem Zweiten Weltkrieg, seine Fläche gehört zur Gemeinde Uslowoje | 8. März 1935                                                     | Zuerst hieß sie Straße 14. Sie führt in Nord-Süd-Richtung von der Weißenhöher zur Debenzer Straße mit einem längeren Abschnitt am Ostufer des Baggersees. | Brachfelder Straße, Blickrichtung Norden |
| Brachliner Straße (Lage)          | 0210                                | Brachlin, Ort in Westpreußen, seit 1920 Zbrachlin, Ortsteil der Gemeinde Pruszcz in Polen | 7. Jan. 1928                                                     | Zuerst hieß sie Straße 12. Die Straße bildet eine West-Ost-Verbindung zwischen dem Biesdorfer Weg (Fortsetzung der Irmastraße) und der Nitzwalder Straße. | |
| Brandorfer Weg (Lage)             | 0180                                | Brandorf, Ort in der Provinz Posen, seit 1920 Przyprostynia, Ortsteil der Gemeinde Zbąszyń in Polen | 8. März 1935                                                     | Zuerst wurde der Weg als Straße 5 angelegt. Die West-Ost-Trasse zwischen dem Westufer des Baggersees/Brachfelder Straße und Grabensprung setzt sich östlich als Haltoner Straße fort. | |
| Braunsdorfstraße (Lage)           | 0600                                | Friedrich Braunsdorf (1852–1933), Kommunalpolitiker | vor 1920                                                         | Der Gärtnereibesitzer Braunsdorf wurde im Biesdorfer Adressbuch für die Jahre 1909 bis 1915 als ehrenamtlicher Gemeindevorsteher ausgewiesen. Er wohnte damals Dorfstraße 41 (später umbenannt in Alt-Biesdorf). Die Straße verläuft zunächst ostwärts ab der Haydnstraße bis zum Bahndamm, wo sie südwärts abknickt und an der Straße Alt-Biesdorf endet. | |
| Brebacher Weg (Lage)              | 1460                                | Brebach, Stadtteil von Saarbrücken im Saarland | 21. Feb. 1940                                                    | Der Brebacher Weg erschließt das Gelände zum ehemaligen Wilhelm-Griesinger-Krankenhaus, einer Ende des 19. Jh. von Hermann Blankenstein angelegten und inzwischen denkmalgeschützten „Heil- und Pflegeanstalt für Epileptische“. Zuerst hieß der Weg Straße 62. Die 1940 vorgenommene Namensänderung erfolgte anlässlich der Rückgliederung des Saargebietes in das Deutsche Reich im Jahr 1935. Er beginnt im Norden als Fortsetzung von Zum Forsthaus und läuft dann schnurgerade südwärts weitestgehend auf dem Gelände des früheren Krankenhauses. Danach kreuzt der Weg die Altentreptower Straße, quert als Fußweg den Damm von S- und U-Bahn und endet am Frankenholzer Weg / Walsheimer Straße. Auf dem Klinikgelände ist er nur für Sonderfahrzeuge befahrbar. | |
| Breitenfelder Straße (Lage)       | 0210                                | Breitenfelde, Stadt in der Provinz Posen, seit 1920 Przyborówo, Ortsteil der Gemeinde Łubowo in Polen | 7. Jan. 1928                                                     | Zuerst hieß sie Straße 12. Straße 3 in Biesdorf-Süd. Sie verbindet den Biesdorfer Weg mit der Nitzwalder Straße in Südwest-Nordost-Richtung. | |
| Bruchgrabenweg (Lage)             | 0320                                | Bruch und Graben, Name eines wasserführenden Grabens, der bis in die 1970er Jahre zum Tierpark Berlin entwässerte | 8. März 1935                                                     | Der Weg wurde als Straße 54 angelegt und beim späteren Bau der Bahnanlagen geteilt. Der verbliebene östliche und neu benannte Abschnitt verläuft nun in West-Ost-Richtung von der Schlochauer Straße bis zur Lötschbergstraße und wird beidseitig von Bahndämmen begrenzt. | Bruchgrabenweg, ab Schlochauer Straße |
| Buchenhainer Straße (Lage)        | 0160                                | Buchenhain, Ort in der Provinz Posen, seit 1920 Boguniewo, Ortsteil der Gemeinde Rogoźno in Polen | 7. Jan. 1928                                                     | Die Straße im Süden Biesdorfs hieß bei ihrer Erstanlage Straße 14. Sie läuft vom Biesdorfer Weg leicht nach Nordosten ausgerichtet bis zur Nitzwalder Straße. | |
| Buckower Ring (Lage)              | 1150                                | Buckow, Stadt in Brandenburg | 27. Nov. 1980                                                    | Die Straße entstand zum Ende der 1970er Jahre auf früheren Feldern bei der Errichtung neuer Plattenbau-Wohnungen in Biesdorf-Nord. Die Straße beginnt an der Ostseite des Blumberger Damms (Haupttrasse), verläuft U-förmig und endet in Höhe Wuhlestraße Nr. 19. Sie bildet daher keinen kompletten Ring. | |
| Budapester Weg (Lage)             | 0300                                | Budapest, Hauptstadt von Ungarn, der XV. Stadtbezirk Rákospalota von Budapest ist Partnerbezirk des Bezirks Marzahn-Hellersdorf | 26. Aug. 2010                                                    | Die Namensvergabe erfolgte im Zusammenhang mit der Neubebauung des Areals Haltoner Straße/Minsker Straße auf Antrag der Bezirksverwaltung. Er verläuft in West-Ost-Richtung zwischen Grabensprung und Elsterwerdaer Platz / Minsker Straße, südlich am Stadtgarten Biesdorf, und ist ein öffentlicher Fußgängerweg. | |
| Budsiner Straße (Lage)            | 0350                                | Budsin, Ort in der Provinz Posen, seit 1920 Budzyń in Polen | 8. März 1935                                                     | Bei der Erstanlage hieß sie Straße 2. Sie läuft quer durch ein kleines Siedlungsgebiet südlich von Alt-Friedrichsfelde/Alt-Biesdorf und der Zuführung zur Märkischen Allee. | Budsiner Straße, ab Schlochauer Straße |
| Bültenring (Lage)                 | 0330                                | Bülte auch ‚Bult‘ (niederdeutsch), für kleine Hügel, die aus Moosen und Gras gebildet werden und in Hochmooren vorkommen | 1. Jan. 1999                                                     | Die Straße wurde im Zusammenhang mit der Errichtung von Mehrfamilienhäusern angelegt. Sie bildet östlich der Schwabenallee eine pilzförmige Schleife mit Ausstülpungen und ist mit einem Straßenschild weiße Schrift auf blauem Grund gekennzeichnet. | |
| Burghardweg (Lage)                | 0460                                | Burghard, männlicher Vorname, sinngemäß: „starker Schutz“ | 4. Apr. 1934                                                     | Zuerst hieß der Weg Straße A. Er verbindet den Alwineweg geradlinig mit dem Ingeweg. Bei der Neubenennung erhielten (fast) alle West-Ost-Straßen weibliche und die Nord-Süd-Straßen männliche Vornamen. | Burghardweg, Blickrichtung Norden |
| Buschiner Platz (Lage)            | 0070 × 60                           | Buschin, Stadt in Westpreußen, seit 1920 Buśnia, Ortsteil der Gemeinde Warlubie in Polen | 11. Mai 1938                                                     | Bei der Erstanlage des Straßensystems hieß die Grünfläche Lessingplatz nach dem deutschen Dichter Gotthold Ephraim Lessing. Der Platz befindet sich zwischen der Maratstraße (westlich), der Buschiner Straße (südlich) und der Prignitzstraße (östlich). Nördlich wird er durch die Hausgärten der Eitelstraße begrenzt. Auf ihm befindet sich die evangelische Versöhnungskirche, deren Haupteingang in der Maratstraße 100 liegt. Seit 1990 sind an der Buschiner Straße und der Prignitzstraße neu gebaute Mehrfamilienvillen hinzugekommen, die zu einer Verringerung der ursprünglichen Platzfläche geführt haben, ein entsprechendes Straßenschild fehlt. | Versöhnungskirchgemeinde (Nord) auf dem Buschiner Platz |
| Buschiner Straße (Lage)           | 0580                                | Buschin, Stadt in Westpreußen, seit 1945 Buśnia, Ortsteil der Gemeinde Warlubie in Polen | 11. Mai 1938                                                     | Bei der Erstanlage um 1920 hieß sie Hermannstraße. Sie verläuft in West-Ost-Richtung zwischen der Luise-Zietz-Straße und der Oberfeldstraße. An ihrem östlichen Ende schließt sich – leicht südlich versetzt – der Hirseweg an. | |
| Cecilienstraße (Lage)             | 2740 (im Ortsteil)                  | Cecilie zu Mecklenburg (1886–1954), preußische Kronprinzessin | um 1910 (mit Unterbrechungen)                                    | Die vor mehr als 100 Jahren angelegte Straße verbindet die benachbarten Orten Marzahn und Hellersdorf; sie hieß zuerst Straße 14. Als die Straße nach der preußischen Adligen benannt wurde, schrieb sie sich zuerst Cäcilienstraße. Die Bezeichnung wurde 1984, als neue Wohnblöcke hier errichtet worden waren, verlängert und in Albert-Norden-Straße nach dem DDR-Politiker Albert Norden neu benannt. Der Senatsbeschluss zur Umbenennung von Straßennamen führte zur Wiedervergabe des historischen Namens 1992. Ein östlicher Abschnitt der Straße (rund 1000 Meter) gehört zu Hellersdorf. | Cecilienstraße 92, Polizeiabschnitt 62 |
| Charlottenstraße (Lage)           | 0800                                | Charlotte, weiblicher Vorname | um 1906                                                          | Sie verläuft von Sportanlagen hinter der Maratstraße ostwärts über die Oberfeldstraße bis zur Hiltrudstraße. | Westende der Charlottenstraße, Blickrichtung Osten |
| Christelweg (Lage)                | 0430                                | Christel, Kosename von Christine oder Christiane, weiblicher Vorname | 4. Apr. 1934                                                     | Bei der Erstanlage hieß der Weg Straße E. Er verläuft in West-Ost-Richtung zwischen Fridolinweg und der Irmfriedstraße. Ein früheres dazugehöriges Teilstück erhielt die eigene Bezeichnung Mettlacher Straße. Bei der Neubenennung erhielten alle West-Ost-Straßen weibliche und die Nord-Süd-Straßen männliche Vornamen. | Christelweg, Ecke Fridolinweg |
| Dankratstraße (Lage)              | 0320                                | Dankrat, altdeutscher männlicher Vorname, auch Sagenfigur aus dem Nibelungenlied, Vater von Kriemhild und Gatte von Ute | 27. Juni 1925                                                    | Der West-Ost-Straßenzug zwischen Bahndamm/Bahnweg und Alberichstraße ist der Dankratweg, der dann als Dankratstraße bis zur Schwabenallee über die Köpenicker Straße weiter läuft. Hier steht die Klingenberg-Oberschule. | |
| Dankratweg (Lage)                 | 0500                                | entsprechend der gleichnamigen Straße | 28. Sep. 1959                                                    | Der West-Ost-Straßenzug zwischen Bahndamm/Bahnweg und Alberichstraße ist der Dankratweg, der dann als Dankratstraße weiter läuft. Der Weg war zuvor namenlos und wurde wesentlich später als die Straße benannt; er befindet sich im Bereich der Siedlergemeinschaft Biesenhorst e. V. | |
| Debenzer Straße (Lage)            | 0760                                | Debenz, Ort in Westpreußen, seit 1920 Dębiniec, Ortsteil der Gemeinde Radzyń Chełmiński in Polen | 8. März 1935                                                     | Sie verläuft vom Damm des Berliner Außenrings bis Grabensprung parallel zur Trasse der U-Bahn-Linie 5 südlich des Biesdorfer Baggersees. Sie wurde zu Beginn des 20. Jahrhunderts als Straße 7 angelegt. | |
| Diethelmweg (Lage)                | 0440                                | Diethelm, altdeutscher männlicher Vorname | 4. Apr. 1934                                                     | Der Verkehrsweg wurde zuerst Straße C genannt. Er verbindet den Alwineweg geradlinig mit dem Ingeweg. Bei der Neubenennung erhielten alle West-Ost-Straßen weibliche, die Nord-Süd-Straßen männliche Vornamen. An seinem nördlichen Ende Ecke Alwineweg befindet sich die „Kirche Jesu Christi der Heiligen der letzten Tage“ (Mormonen-Gemeindehaus von Marzahn) mit einer Y-förmigen Grundfläche und einem separaten Glockenturm. | Diethelmweg, Blickrichtung Norden |
| Dillinger Weg (Lage)              | 0380                                | Dillingen, Stadt im Saarland | 21. Feb. 1940                                                    | Bei der Erstanlage hieß der Weg Straße 58. Im Jahr 1942 wurde die östliche Verlängerung bis zur heutigen Walsheimer Straße in den Dillinger Weg einbezogen. Ihre Umbenennung steht im Zusammenhang mit der Rückgliederung des Saargebietes in das Deutsche Reich im Jahr 1935. Entlang dieser Straße entstand in den späten 1990er Jahren auf einem früheren Gelände der NVA die Paradiessiedlung. | |
| Dingolfinger Straße (Lage)        | 0240                                | Dingolfing, Stadt in Bayern | 17. März 2003                                                    | Die Namensvergabe für die Straße erfolgte auf Initiative des Investors des neuen Gewerbegebietes, der BMW Group. Sie verläuft zwischen dem Blumberger Damm im Westen und der Walsheimer Straße östlich. | |
| Distelfalterstraße (Lage)         | 0280                                | Distelfalter, Schmetterlingsart | 17. Juli 2007                                                    | Die Straße verläuft in West-Ost-Richtung von einer Grünfläche am Wuhletal (Rad- und Wanderweg) bis zur Rapsweißlingstraße. Östlich führt sie mit der Bezeichnung Zu den Faltern über den Pollnower Weg bis zur Grünen Aue. | |
| Dohlengrund (Lage)                | 1030                                | Dohle und Grund für tief gelegenes Land | 9. Nov. 1926                                                     | Bei der Erstanlage hieß der Dohlengrund Straße 20. Der West-Ost-Straßenzug verläuft zwischen Beruner und Köpenicker Straße. | Dohlengrund an der Köpenicker Straße |
| Dornacher Straße (Lage)           | 0300                                | Dornach, Ortsteil der Stadt Mülhausen in Frankreich | 9. Nov. 1926                                                     | Bei der Erstanlage hieß sie Straße 34b. Sie verläuft vom Garziner Platz bzw. der Straubinger Straße südwärts bis zur Alfelder Straße. Ihre südliche Fortsetzung bildet die Alberichstraße. | |
| Dramburger Straße (Lage)          | 0740                                | Dramburg, Stadt in Pommern, seit 1945 Drawsko Pomorskie in Polen | 9. Nov. 1926                                                     | Dieser Verkehrsweg verläuft leicht geschwungen in Nord-Süd-Richtung zwischen Habichtshorst und Heesestraße, im unteren Bereich parallel zum Wuhleufer. Sie ist an ihrem Nordende durch einen Fußweg verbunden. An einem Knie setzt über eine Brücke die Hörisfelder Straße im Ortsteil Kaulsdorf an. Die Straße wurde aus Straße 36 und Straße 41 zusammengelegt. | |
| Dubickstraße (Lage)               | 0180                                | Carl Dubick (1860–1917), Landwirt in Biesdorf | um 1922                                                          | Die um 1920 angelegte Straße wurde zu Ehren des Biesdorfer Landwirts nach seinem Tode benannt. Es wird vermutet, dass Ludwig Dubick, erster Gemeindevorsteher von Marzahn, ein Verwandter von Karl war. Sie ist die östliche Fortsetzung der Arnfriedstraße und reicht bis zum Wuhlesee. | |
| Dudweilerstraße (Lage)            | 0380                                | Dudweiler, Stadtteil von Saarbrücken im Saarland | 8. März 1935                                                     | Zuerst hieß sie Straße 22a. Bei ihrer Benennung wurde sie auseinander geschrieben Dudweiler Straße. Nach den Bildungsregeln für Straßennamen wurde das am 16. Oktober 2000 berichtigt – sie wird seitdem in einem Wort geschrieben. Eine für ein neues Wohngebiet angelegte Verlängerung kam am 10. Januar 1986 hinzu. Sie verläuft in West-Ost-Richtung zwischen Irmfried- und Joachim-Ringelnatz-Straße. | Dudweilerstraße, Blickrichtung Osten |
| Dukatenfalterweg (Lage)           | 0290                                | Dukatenfalter, Schmetterlingsart | 17. Juli 2007                                                    | Der Weg verläuft von der Schillerfalterallee in West-Ost-Richtung bis zu den Schmetterlingswiesen. Der Dukatenfalterweg ist überwiegend als Privatstraße ausgewiesen und hat weitere innere Erschließungswege. | |
| Eckermannstraße (Lage)            | 1770                                | Johann Peter Eckermann (1792–1854), Dichter, enger Vertrauter Goethes | 24. Mai 1951                                                     | Um 1906 wurde sie als Kaiserstraße angelegt; weitere parallele Straßen erhielten gleichzeitig allgemeine Bezeichnungen nach Herrschern (Fürsten-, Herzog-, Prinzen- und Königstraße). Nach dem Zweiten Weltkrieg wurden die Herrschertitel durch neue Straßennamen ersetzt. Die Eckermannstraße verbindet die Cecilienstraße im Norden mit der Kulmseestraße im Süden. An ihr liegen in Höhe des Lappiner Platzes Tennissportplätze. | |
| Eichenallee (Lage)                | 0500                                | Eichen, Laubbäume | um 1900                                                          | Der West-Ost-Verkehrsweg in Biesdorf-Süd verbindet die Köpenicker Straße mit der Fortunaallee, dabei gabelt sich die Allee sich platzförmig im Kreuzungsbereich Schwabenallee. Eine weitere aber nicht öffentliche Straße dieses Namens befindet sich auf dem Gelände des Wilhelm-Griesinger-Krankenhauses. | |
| Eisfalterweg (Lage)               | 0280                                | Großer Eisvogel und Kleiner Eisvogel, Schmetterlingsarten aus der Familie der Edelfalter, volkstümlich Eisfalter | 17. Juli 2007                                                    | Die Straße verläuft in West-Ost-Richtung von einer Grünfläche am Wuhletal-Weg bis zur Schillerfalterstraße. | |
| Eitelstraße (Lage)                | 0630                                | Prinz Eitel Friedrich von Preußen (1883–1942), Sohn Kaiser Wilhelms II. | um 1906                                                          | Die ehemals zu Marzahn gehörende Straße verläuft zwischen Allee der Kosmonauten und Oberfeldstraße in West-Ost-Richtung. Östlich führt sie als Kornmandelweg weiter in eine Kleinwohnsiedlung mit einem Fuß- und Radweg bis zum Blumberger Damm. | |
| Elisabethstraße (Lage)            | 0610                                | Elisabeth, weiblicher Vorname | um 1900                                                          | Sie verbindet die Allee der Kosmonauten in West-Ost-Richtung mit dem Blumberger Damm. Östlich läuft die Straße als Alwineweg weiter. | |
| Elsa-Ledetsch-Weg (Lage)          |                                     | Elsa Ledetsch (1891–1976), Gerechte unter den Völkern, versteckte zusammen mit ihrer Tochter Gisela Reissenberger fünf jüdische Mitbürger und rettete sie so vor der Ermordung durch die Nazis                                                           | 7. Sep. 2019                                                     | Die Straße liegt südlich von Alt-Biesdorf im Wohnviertel auf dem Gelände des ehemaligen Gutes Biesdorf. | Bild gesucht Die Wikipedia wünscht sich an dieser Stelle ein Bild vom hier behandelten Ort. Motiv: 44Pinguine ( Diskussion ) 15:23, 9. Jan. 2025 (CET) Falls du dabei helfen möchtest, erklärt die Anleitung , wie das geht. BW           |
| Elsenallee (Lage)                 | 0280                                | Elsen oder Ellern, mundartliche Bezeichnung für Erlen | um 1920                                                          | Die West-Ost-Allee wurde um 1910 angelegt und war die ersten Jahre namenlos. Bei der Bepflanzung mit neuen Straßenbäumen erhielt sie ihren heutigen Namen. Sie verbindet die Köpenicker Straße mit der Fortunaallee. | |
| Elsterwerdaer Platz (Lage)        | 0290 × 270 (unregelmäßiges Viereck) | Elsterwerda, Stadt in Brandenburg | 9. Nov. 1926                                                     | Bei der Erschließung von Biesdorf hieß die Grünfläche Platz C, an dem keinerlei Bebauung vorgenommen wurde. So blieb es bis 2007, da waren der U-Bahnhof und der Einkaufskomplex Biesdorf Center im ländlichen Stil (Backstein, eingeschossig; siehe Bild) entstanden. Der Platzname wurde zu diesem Zeitpunkt auf den neu entstandenen Stadtplatz übertragen. Er wird begrenzt von der Weißenhöher Straße (Nord), der Köpenicker Straße (Ost), der Haltoner Straße (Süd) und der Minsker Straße (West). | Biesdorf-Center am Elsterwerdaer Platz · Blick über den Elsterwerdaer Platz vom Budapester Weg aus |
| Ernstroder Weg (Lage)             | 0160                                | Ernstrode, Stadt in Westpreußen, seit 1920 Pigża, Ortsteil der Gemeinde Łubianka in Polen | 8. März 1935                                                     | Zuerst hieß der Weg Straße 9. Der kurze Nord-Süd-Straßenzug erschließt ein Siedlungsgebiet zwischen der Bundesstraße 1, dem Bahndamm und dem Baggersee. | |
| Erntedankweg (Lage)               | 0410                                | Erntedankfest, christliches Fest nach der Ernte im Herbst, wegen der gleichzeitigen Benennung von Bückeberg- und Erbhofweg (siehe rechts) ist hier jedoch in erster Linie das nationalsozialistische Reichserntedankfest als Benennungsmotiv zu erkennen | 5. Apr. 1934                                                     | Um 1906 wurde der Weg zuerst als Straße 2 bezeichnet. Zusammen mit dem Bückebergweg (der späteren Roßlauer Straße) und dem Erbhofweg wurde er umbenannt. Der Erntedankweg liegt nördlich vom S-Bahnhof Biesdorf und westlich vom Blumberger Damm und verläuft in West-Ost-Richtung; im mittleren Abschnitt ist er lediglich ein Fußweg. | |
| Erwinstraße (Lage)                | 0120                                | Erwin, männlicher Vorname, sinngemäß: „Freund im Krieg“ | 27. Juni 1925                                                    | Sie führt von der Köpenicker Straße bis Biesdorfer Weg in West-Ost-Richtung im Bereich Biesdorf-Süd. | |
| Eugen-Roth-Weg (Lage)             | 0340 (im Ortsteil)                  | Eugen Roth (1895–1976), Dichter | 4. Aug. 1997                                                     | Ein kleiner Teil der Straße liegt in Marzahn. Am südlichen Ende des Weges befinden sich ausgedehnte Freisportanlagen. Bis zur Namensverleihung war der Weg zwischen Marchwitzastraße und den Sportplätzen an der Lappiner Straße namenlos. | |
| Fechinger Weg (Lage)              | 090                                 | Fechingen, Stadtteil von Saarbrücken im Saarland | 16. Juli 2012                                                    | Ein während des Baugeschehens als Privatstraße geführter Verkehrsweg, der östlich des Theaters am Park zwischen Frankenholzer Weg und Walsheimer Straße im leichten Knick verläuft, wurde auf Antrag der Baufirma NCC Deutschland öffentlich gewidmet und bezeichnet. Der Name passt sich damit den umliegenden Straßennamen nach Orten aus dem Saarland an. | Fechinger Weg, ab Walsheimer Straße |
| Feuerfalterstraße (Lage)          | 0120                                | Feuerfalter, Schmetterlingsart | 17. Juli 2007                                                    | Die West-Ost-Straße beginnt an Wuhletal und reicht bis Kohlweißlingstraße. Danach setzt sie sich als Zitronenfalterstraße fort. | |
| Fortunaallee (Lage)               | 0860                                | Fortuna, Göttin des Glücks | um 1900                                                          | Die Allee verläuft von der Heesestraße (Nord) bis zur Zimmermannstraße (Süd). Auf der Parzelle 27 befindet sich die römisch-katholische Herz-Jesu-Kirche. Dieses Kirchengebäude wurde im Jahr 2013 verkauft, der Gottesdienst findet seit Juni 2013 im Evangelischen Gemeindezentrum Süd, Köpenicker Straße 165 statt. Ebenfalls stehen das Haus Winfried (seit 2006) und das St. Josefshaus (ehemaliges Altenheim; seit 2013) der Kirchengemeinde nicht mehr zur Verfügung. Die Hausnummern 31–37 zeigen einen sehr kompakten Bau, der als Exerzitienhaus errichtet worden war. Daraus wurde in den 1920er Jahren ein Erholungsheim. | Fortunaallee beginnt an der Wuhlebrücke |
| Frankenholzer Weg (Lage)          | 0400                                | Frankenholz, Ortsteil der Stadt Bexbach im Saarland | 21. Feb. 1940                                                    | Zuerst hieß der Weg Straße 59. Er verbindet den Blumberger Damm mit der Walsheimer Straße. Seine Umbenennung steht im Zusammenhang mit der Rückgliederung des Saargebietes in das Deutsche Reich im Jahr 1935. Entlang dieser Straße entstand in den späten 1990er Jahren auf einem früheren Gelände der NVA die Paradiessiedlung. Erwähnenswert ist eine Sandsteinskulptur Sonnenanbeterin von Eberhard Bachmann, 1964 vor dem Haus Nummer 4 aufgestellt. Sie ist mit dem gleichnamigen Kunstwerk im Oberseepark nahezu identisch. | |
| Fred-Löwenberg-Platz (Lage)       |                                     | Ferdinand Löwenberg (1924–2004), Widerstandskämpfer | 19. Apr. 2012                                                    | Der Stadtplatz entstand in drei Bauabschnitten ab 2009 an der Ecke Cecilien-/Wuhlestraße. Hier standen noch bis 2007 drei elfgeschossige Hochhäuser, die nicht mehr vermietet werden konnten und deshalb abgerissen wurden. Der neue Stadtplatz wurde aus Mitteln des Stadtumbau Ost (rund 330.000 Euro) angelegt und mit einer Springbrunnen- und Planschanlage gestaltet. | |
| Fridolinweg (Lage)                | 0690                                | Fridolin, männlicher Vorname, sinngemäß: „kleiner, mächtiger Fürst“ | 4. Apr. 1934                                                     | Der Verkehrsweg lag anfänglich im Siedlungsbereich Marzahn und war die Straße A. Bei der Neubenennung erhielten alle West-Ost-Straßen weibliche und die Nord-Süd-Straßen männliche Vornamen. | Fridolinweg, ab Ingeweg |
| Fuchsbergeweg (Lage)              | 0260                                | nach der vorherigen Erhebung Fuchsberge in diesem Bereich | um 1970                                                          | Der Weg, zuvor namenlos durch die Siedlung Biesenhorst verlaufend, ist die nördliche Fortsetzung des Bahnwegs und endet am Dankratweg. | |
| Garbenpfad (Lage)                 | 0180                                | Garbe (Landwirtschaft), Getreidebündel | 5. Apr. 1934                                                     | Um 1906 hieß der Weg Straße 5b. Der Garbenpfad verläuft zwischen Roßlauer Straße und Erntedankweg in Nord-Süd-Richtung ist aber eine Sackgasse. Die Namensgebung steht im Zusammenhang mit der baulichen Erschließung der Fläche nördlich vom S-Bahnhof Biesdorf. Getreide, Nutzpflanzen ode | |
| Gartenstraße (Lage)               | 0100                                | Garten, bewirtschaftetes Grünland | 24. März 1907                                                    | Bei der Bebauungsplanung um 1902 hieß sie Straße 2. Bei ihrer Benennung führte sie zu der Gärtnerei des Friedrich Braunsdorf. Sie verläuft von der Köpenicker Straße zunächst nordostwärts, knickt dann nach Südosten ab und endet als Sackgasse. | Gartenstraße, Sicht Richtung Elsterwerdaer Platz |
| Garzauer Straße (Lage)            | 0480                                | Garzau, Ortsteil der Gemeinde Garzau-Garzin in Brandenburg | 27. Nov. 1980                                                    | Die für ein neues Großwohngebiet angelegte Straße verläuft gabelförmig zwischen der Cecilienstraße und dem Buckower Ring. | Garzauer Straße, Blickrichtung Norden |
| Garziner Platz (Lage)             | 0140 × 60                           | Garzin, Ortsteil der Gemeinde Garzau-Garzin in Brandenburg | 27. Nov. 1980                                                    | Zuerst hieß die Grünfläche Platz E; die Namensvergabe erfolgte mit Einbeziehung der am Platz verlaufenden Straße 34a. Dieser Grünplatz in Biesdorf-Süd wird von der Husumer Straße (Nord), der Wulkower Straße (Ost), der Straubinger Straße (Süd) und der gedachten nördlichen Verlängerung der Dornacher Straße (postalisch Garziner Platz) (West) begrenzt. | |
| Geraldstraße (Lage)               | 0300                                | Gerald, männlicher Vorname, sinngemäß: „Der mit dem Speer Waltende“ | 27. Juni 1925                                                    | Die Straße, bei der Erstanlage als Straße F bezeichnet, verbindet den Hauptweg über die Köpenicker Straße mit einem Wanderweg am Wuhlesee in West-Ost-Führung. | |
| Geraldweg (Lage)                  | 0260                                | nach der gleichnamigen Straße | 28. Sep. 1959                                                    | Der Geraldweg erschließt als westliche Fortsetzung der Geraldstraße das Siedlungsgebiet bis zu den Bahndämmen. Zuvor war er namenlos. | |
| Gerstenweg (Lage)                 | 1360                                | Gerste, Getreideart | 5. Apr. 1934                                                     | Der Verkehrsweg entstand durch Zusammenführung der Straße 1 und Straße 7. In späteren Jahren fiel ein nördlicher Bereich durch Bebauung weg (ab 1962 Hochschule der Deutschen Volkspolizei, nach 1990 Polizeiabschnitt 62 von Berlin). Die Namensgebung steht im Zusammenhang mit der baulichen Erschließung der Fläche nördlich vom S-Bahnhof Biesdorf. Der Gerstenweg verläuft vom Kornmandelweg im Norden zum Erntedankweg im Süden. | |
| Gisela-Reissenberger-Platz (Lage) |                                     | Gisela Reissenberger (1913–2000), Gerechte unter den Völkern, versteckte zusammen mit ihrer Mutter Elsa Ledetsch fünf jüdische Mitbürger und rettete sie so vor der Ermordung durch die Nazis.                                                           | 7. Sep. 2019                                                     | Der Platz liegt zwischen dem Heino-Schmieden-Weg (östlich) und dem Stawesdamm (westlich) im Wohnviertel auf dem Gelände des ehemaligen Gutes Biesdorf. An ihn grenzt auf der Nordostsaeite die Tierklinik Biesdorf. | Bild gesucht Die Wikipedia wünscht sich an dieser Stelle ein Bild vom hier behandelten Ort. Motiv: 44Pinguine ( Diskussion ) 15:23, 9. Jan. 2025 (CET) Falls du dabei helfen möchtest, erklärt die Anleitung , wie das geht. BW           |
| Gladauer Weg (Lage)               | 0320                                | Gladau, Ort in Westpreußen, seit 1920 Głodowo, Ortsteil der Gemeinde Ruciane-Nida in Polen | 8. März 1935                                                     | Bei der Erstanlage hieß der Verkehrsweg Straße 13. Er führt von der Weißenhöher Straße südwärts bis zur Wilhelmsbrücker Straße. Dort setzt er sich als Brachfelder Straße fort. | Gladauer Weg, Blickrichtung Norden |
| Gleiwitzer Straße (Lage)          | 0460                                | Gleiwitz, Stadt in Oberschlesien, seit 1945 Gliwice in Polen | 4. Apr. 1934                                                     | Bei der Erstanlage hieß sie Straße 26. Sie führt vom Grabensprung (W) bis zur Köpenicker Straße (O). | |
| Gottfried-Funeck-Weg (Lage)       | 0600                                | Gottfried Funeck, von 1975 bis 1990 Stadtgartendirektor von Ost-Berlin. Unter seiner Leitung entstand 1987 die Berliner Gartenschau, aus der 1991 der Erholungspark Marzahn wurde.                                                                       | 11. Jan. 2017                                                    | Fuß- und Radweg von Blumberger Damm bis Hellersdorfer Straße | |
| Grabensprung (Lage)               | 1900                                | eine historische Flurbezeichnung, abgeleitet vom Bruchgraben, Bestandteil eines Entwässerungssystems | 9. Nov. 1926                                                     | Die Straße, zuerst Straße 15, führt in Nord-Süd-Richtung von Alt-Biesdorf zunächst bis zur Trasse der U-Bahn-Linie 5 (ehemals VnK-Strecke). Diese überquert sie seit dem Bau der U-Bahn-Strecke mit einer Fußgängerbrücke und setzt sich dann in gleicher Richtung bis zur Kolonie am Fuchsberg an der Alfelder Straße fort. Das auffälligste Bauwerk ist das „Haus der Betreuung und Pflege Dr. Arno Philippsthal“ unter der Hausnummer 29. An dieser Stelle wurden 1939 einfache zweigeschossige Häuser errichtet, die zunächst als Unterkunft für Kriegsgefangene und Zwangsarbeiter dienten. 1945 wurden die Gebäude zu einem Krankenhaus, Mitte der 1950er Jahre zum Pflegeheim Grabensprung (oberes Bild). Nach der Wende wurden die alten Gebäude abgerissen und im Jahr 2000 ein neuer Gebäudekomplex errichtet. (unteres Bild) | Bettenhaus des Krankenpflegheims Grabensprung 1960 · Grabensprung; am rechten Rand der Nebeneingang des Arno-Philippsthal-Heims, im Hintergrund Alt-Biesdorf                                                                              |
| Grüne Aue (Lage)                  | 0630                                | Grünland und Aue | 29. Sep. 1988                                                    | Der Straßenzug verläuft von Alt-Biesdorf südwärts bis zum Wuhleufer. Dort mündet der Möwenweg und die Grüne Aue bildet nun westwärts eine Sackgasse. Von hier gibt es eine fußläufige Verbindung zum Schillerfalterweg. Der Name ist von einer früher hier befindlichen Kleingartenanlage abgeleitet, die bereits 1913 im Adressbuch verzeichnet war. | |
| Guntramstraße (Lage)              | 0200                                | Guntram, männlicher Vorname | 27. Juni 1925                                                    | Zuerst hieß sie Straße H. Sie verläuft zwischen der Köpenicker Straße und dem Biesdorfer Weg. Westlich schließt sich ein Fußweg durch einen Park bis zu den Bahndämmen an. | |
| Habichtshorst (Lage)              | 0380                                | Habicht und Nest, eine historische Flurbezeichnung dieser Gegend | 9. Nov. 1926                                                     | Die frühere Straße 46 wurde im 21. Jahrhundert eine Erschließungsstraße in der neuen gleichnamigen Eigenheimsiedlung, die um das Jahr 2000 geplant und in Schritten bis etwa 2010 realisiert wurde. Eine Grundschule mit Sporthalle entlang den Straßen Habichtshorst und Apfelwicklerstraße ist seit den 2000er Jahren in Planung, jedoch aktuell (Stand: Februar 2016) noch nicht realisiert. Die Straße verläuft in West-Ost-Richtung von der Köpenicker Straße bis zum Pollnower Weg / Grünanlage Schmetterlingswiesen als Fahrstraße. | |
| Hadubrandstraße (Lage)            | 0360                                | Hadubrand, Sohn des Hildebrand (Hildebrandlied) | 27. Juni 1925                                                    | Zuerst hieß sie Straße G. Der Straßenzug Hadubrandweg und Hadubrandstraße verläuft zwischen Langer Weg und Biesdorfer Weg in West-Ost-Richtung und setzt sich beidseitig als Sackgasse fort. | |
| Hadubrandweg (Lage)               | 0500                                | nach der gleichnamigen Straße | 28. Sep. 1959                                                    | Der Hadubrandweg, im Siedlungsgebiet Biesenhorst I gelegen, verlängert die Hadubrandstraße in westliche Richtung bis zum ehemaligen Rangierbahnhof Wuhlheide. Der Privatweg war zuvor namenlos. | |
| Hafersteig (Lage)                 | 1370                                | Hafer, Getreidesorte | 5. Apr. 1934                                                     | Aus der Zusammenlegung der Straße 2 und der Straße 8 entstanden, verbindet der Hafersteig den Kornmandelweg (Nord) mit dem Erntedankweg (Süd). In späteren Jahren wurde er durch Neubebauung im Nordbereich verkürzt (heutige Polizeisportanlage). Die Namensgebung steht im Zusammenhang mit der baulichen Erschließung der Fläche nördlich vom S-Bahnhof Biesdorf. | |
| Haltoner Straße (Lage)            | 0520                                | Halton, Stadt in der Grafschaft Cheshire in England, Partnerstadt des Bezirks Marzahn-Hellersdorf | 8. Sep. 2003                                                     | Der Verkehrsweg zwischen Grabensprung und dem Elsterwerdaer Platz ist gleichzeitig die östliche Verlängerung des Brandorfer Weges. Er bildet das Zentrum einer neuen Wohnsiedlung. | |
| Hannaweg (Lage)                   | 0120                                | Hanna, weiblicher Vorname, Kurzform von Johanna oder moderne Schreibweise der biblischen Hannah, sinngemäß: „die Begnadete“ | 8. März 1935                                                     | Zuerst hieß der Weg Straße 20a. Der Hannaweg verläuft zwischen Ketschendorfer Weg und Cecilienstraße in Nord-Süd-Richtung. | Hannaweg, neben Johann-Strauß-Grundschule |
| Hanoier Straße (Lage)             | 0150                                | Hanoi, Hauptstadt von Vietnam, deren Stadtbezirk Hoàng Mai ist Partnerbezirk des Bezirks Marzahn-Hellersdorf | November 2015                                                    | Der Verkehrsweg zweigt als Stichstraße südlich von der Weißenhöher Straße ab. | Bild gesucht Die Wikipedia wünscht sich an dieser Stelle ein Bild vom hier behandelten Ort. Motiv: 44Pinguine ( Diskussion ) 15:23, 9. Jan. 2025 (CET) Falls du dabei helfen möchtest, erklärt die Anleitung , wie das geht. BW           |
| Hans-Fallada-Straße (Lage)        | 0490                                | Hans Fallada (eigentlich Rudolf Ditzen, 1893–1947), Schriftsteller | 10. Jan. 1986                                                    | Die Hans-Fallada-Straße ist eine Nord-Süd-Straße zwischen einer Wohnsiedlung (östlich) und modernen Villen (westliche Seite). Zur Erschließung der Wohnanlage besitzt sie kleine Queräste. | |
| Hauptweg (Lage)                   | 0870                                | nach der Wichtigkeit des Weges in der Siedlung | 28. Sep. 1959                                                    | Die Privatstraße in Nord-Süd-Richtung erschließt die Kolonie Biesenhorst I mittig. | |
| Haydnstraße (Lage)                | 0320                                | Joseph Haydn (1732–1809), Komponist | um 1920                                                          | Sie verläuft vom Waldbacher Weg südwärts und endet als Sackgasse unterhalb der Zufahrtsschleife zur Märkischen Allee. Zwischen Waldbacher Weg und Märkische Allee gibt es eine fußläufige Verbindung. | |
| Heesestraße (Lage)                | 0520                                | Heese, eine in Biesdorf ansässige Familie im 19. und 20. Jh. | vor 1920                                                         | Dieser Verkehrsweg in West-Ost-Richtung führt von der Köpenicker Straße bis zu einer Brücke über die Wuhle kurz hinter der Einmündung der Dramburger Straße. Östlich setzt er sich in Kaulsdorf als Heerstraße fort. Er wurde um 1910 angelegt und mit Straße 43 bezeichnet. Seinen heutigen Namen erhielt die Straße nach einer Bauernfamilie aus Biesdorf, von der sich mehrere Mitglieder um die Entwicklung des Dorfes verdient gemacht haben. | |
| Heidefalterweg (Lage)             | 0380                                | Heidekraut-Bunteule, volkstümlich „Heidefalter“ | 17. Juli 2007 (Die Verkehrsübergabe erfolgte am 1. August 2008.) | Die Straße verläuft in West-Ost-Richtung von der Köpenicker Straße bis zum Segelfalterweg. | |
| Heidekrautweg (Lage)              | 0090                                | Heidekrautgewächse | 2. Apr. 2002                                                     | Die Straße liegt südlich von Alt-Biesdorf und verbindet Am Brodersengarten mit dem Pfingstrosenweg in West-Ost-Richtung. | |
| Heino-Schmieden-Weg (Lage)        |                                     | Heino Schmieden (1835–1913), Architekt des Schlosses Biesdorf und Coarchitekt des Klinikums Friedrichshain | 7. Sep. 2019                                                     | Die Straße liegt südlich von Alt-Biesdorf im Wohnviertel auf dem Gelände des ehemaligen Gutes Biesdorf. | Bild gesucht Die Wikipedia wünscht sich an dieser Stelle ein Bild vom hier behandelten Ort. Motiv: 44Pinguine ( Diskussion ) 15:23, 9. Jan. 2025 (CET) Falls du dabei helfen möchtest, erklärt die Anleitung , wie das geht. BW           |
| Hiltrudstraße (Lage)              | 0580                                | Hiltrud, altdeutscher weiblicher Vorname; sinngemäß: „stark im Kampf“ | 8. März 1935                                                     | Zuerst hieß sie Straße 21. Bei der Neubenennung erhielten fast alle West-Ost-Straßen weibliche und die Nord-Süd-Straßen männliche Vornamen. Die Hiltrudstraße verläuft entgegen der Namensvergabepraxis auch von Nord nach Süd geradlinig zwischen der Elisabeth- und der Cecilienstraße. | |
| Hinter der Post (Lage)            | 0100                                | Lagebeschreibung zum Postamt in der Oberfeldstraße | 15. Aug. 1997                                                    | Der Straßenabschnitt zwischen der Schulstraße und der Beethovenstraße (Nord-Süd-Führung, westlich parallel zur Oberfeldstraße) war lange Jahre namenlos. 1997 wurde er nach dem markanten Gebäude benannt. | Postamt Biesdorf, 1954 eingeweiht · Hinter der Post (rechter Straßenrand: Postgelände) |
| Hirseweg (Lage)                   | 0500                                | Hirse, Getreideart | 15. Juli 1961                                                    | Die Straße verbindet die Oberfeldstraße mit dem Gerstenweg in West-Ost-Richtung und besitzt eine kleine Fortsetzung als Sackgasse bis kurz vor dem Blumberger Damm. Zwischen 1934 und 1961 war der Hirseweg der östliche Teil des Erntedankwegs, dessen Name später für den Bückebergweg neu vergeben wurde. Die Namensgebung steht im Zusammenhang mit der baulichen Erschließung der Fläche nördlich vom S-Bahnhof Biesdorf. | |
| Husumer Straße (Lage)             | 0540                                | Husum, Stadt in Schleswig-Holstein | 9. Nov. 1926                                                     | Sie wurde als Straße 22 angelegt und inoffiziell auch August-Behrend-Weg genannt. Der Verkehrsweg verbindet den Grabensprung mit der Köpenicker Straße in West-Ost-Richtung und tangiert etwa in halber Länge den Garziner Platz nördlich. | |
| Ingeweg (Lage)                    | 0410                                | Inge, weiblicher Vorname, Kurzform von Ingeborg, Ingetraut, Ingelore usw. | 4. Apr. 1934                                                     | Zuerst hieß der Weg Straße F. Bei der Neubenennung erhielten fast alle West-Ost-Straßen weibliche und die Nord-Süd-Straßen männliche Vornamen. Der Ingeweg läuft vom Fridolinweg bis zur Irmfriedstraße und setzt sich östlich als Dudweiler Straße fort. | |
| Irmastraße (Lage)                 | 0300                                | Irma, weiblicher Vorname, Kurzform von Irmgard; sinngemäß: „Welt(bürgerin)“ | 27. Juni 1925                                                    | Die leicht verschwenkte West-Ost-Trasse wurde zu Beginn des 20. Jahrhunderts als Straße L angelegt. Sie verbindet die Köpenicker Straße mit dem Biesdorfer Weg. Jenseits setzt sie sich – leicht nördlich versetzt – als Brachliner Straße fort. | |
| Irmfriedstraße (Lage)             | 0620                                | Irmfried, altdeutscher männlicher Vorname, sinngemäß: „großer Schutz“ | 9. Juni 1933                                                     | Bei der Anlage des Straßennetzes hieß sie Straße 63. Bei der Neubenennung erhielten alle West-Ost-Straßen weibliche, die Nord-Süd-Straßen männliche Vornamen. Der Verkehrsweg verbindet den Straßenzug Alwineweg / Völklinger Straße mit der Cecilienstraße. | |
| Joachim-Ringelnatz-Straße (Lage)  | 0680 + 130 + 120 + 100 + 70 + 50    | Joachim Ringelnatz (eigentlich Hans Gustav Bötticher, 1883–1934), Dichter | 10. Jan. 1986                                                    | Die in Bogenform angelegte Straße verläuft zwischen Mettlacher Straße (Nord) und der Hans-Fallada-Straße (Südwest). Sie erschließt neue Wohnbauten, die 1995 fertiggestellt wurden und rund 400 Wohnungen bieten. Sämtliche Gebäude und die dazwischen liegenden – in der Mitte durch einen Nord-Süd-Grünzug unterbrochenen – Straßenzüge werden unter dem Namen Joachim-Ringelnatz-Siedlung zusammengefasst. Die Querstraßen in West-Ost-Richtung tragen keine eigenen Namen (mit „+“ bei der Länge angegeben). Am 11. Januar 2017 wurde der Grundstein für Erweiterungsbauten der Ringelnatz-Siedlung gelegt. Sieben Neubauten mit weiteren 299 Wohnungen sollen im Winter 2018[veraltet] bezugsfertig sein. | |
| Ketschendorfer Weg (Lage)         | 0920                                | Ketschendorf, Ortsteil der Stadt Fürstenwalde in Brandenburg | 11. Mai 1938                                                     | Bei der Erstanlage zu Beginn des 20. Jahrhunderts hieß der Weg Luisenstraße. Der Ketschendorfer Weg verläuft in West-Ost-Richtung zwischen Marat- und Hiltrudstraße in Biesdorf-Nord. | |
| Klara-Schabbel-Straße (Lage)      | 0500                                | Klara Schabbel (1894–1943), Journalistin und Widerstandskämpferin | 14. Jan. 1976                                                    | Die Straße führt vom Güteraußenring im Westen bis zur Straße Grabensprung im Osten. Sie hieß ursprünglich Straße 26a. Mitte der 1930er Jahre wurde sie in die Warmbader Straße aus Karlshorst einbezogen, die 1914 nach dem Ort Warmbad in der damaligen Kolonie Deutsch-Südwestafrika benannt worden war. Ab 1941 kreuzte der neu erbaute Güteraußenring niveaugleich die Straße. Im Juni 1948 wurde hier der Personenbahnhof Warmbader Straße für die neue Vorortstrecke Grünau–Kaulsdorf in Betrieb genommen, der Vorortverkehr wurde allerdings schon im März 1949 wieder eingestellt. Bereits vor 1942 hatte die Reichsbahn mit der Anlage des Verschiebebahnhofs Wuhlheide begonnen, der sich auf viereinhalb Kilometer Länge westlich von Biesdorf erstrecken sollte. Einziger Durchlass war der Bahnübergang Warmbader Straße, über den auch eine Buslinie führte. Am 15. August 1952 wurde der Bahnübergang dauerhaft geschlossen und die Straße in zwei Teile aufgespalten. Das knapp 200 Meter lange Mittelstück der Straße zwischen der Ortsteilgrenze Karlshorst/Biesdorf und der Bahnlinie wurde abgerissen und überbaut, bis hierher erstreckte sich der Verschiebebahnhof Wuhlheide. Nur der durchgehende Straßenname blieb noch bis 1976 bestehen, dann wurden der Biesdorfer Teil in Klara-Schabbel-Straße und das westliche Teilstück in Karlshorst in Robert-Siewert-Straße umbenannt. | |
| Kleiner-Heufalter-Weg (Lage)      | 0160                                | Kleiner Heufalter, Schmetterlingsart | 17. Juli 2007                                                    | Der Weg ist eine Stichstraße im Bereich Biesdorf-Süd. Sie verbindet die Rapsweißlingstraße mit dem Pollnower Weg. | |
| Kleiner Parkweg (Lage)            | 0200                                | Der Name bezieht sich auf den Parkweg. | 31. Okt. 2020                                                    | Der Weg zweigt vom Parkweg ab und erschließt mehrere Neubauten. | Bild gesucht Die Wikipedia wünscht sich an dieser Stelle ein Bild vom hier behandelten Ort. Motiv: 44Pinguine ( Diskussion ) 15:23, 9. Jan. 2025 (CET) Falls du dabei helfen möchtest, erklärt die Anleitung , wie das geht. BW           |
| Klompenweg (Lage)                 | 095                                 | Klompen, der niederländische und niederdeutsche Begriff für Holzschuhe. | 10. Dez. 2017                                                    | Die Erschließungsstraße im Neubaugebiet geht von an den Grachten bis Grüne Aue. Direkt an der Wuhle ist eine Gartenstadt im Stil eines holländischen Viertels entstanden. | |
| Köpenicker Straße (Lage)          | 3670 (im Ortsteil)                  | Köpenick, Richtung des historischen Verkehrswegs zwischen dem Dorfanger Biesdorf und der Stadt Cöpenick | vor 1838                                                         | Der Straßenzug beginnt im Norden als Fortsetzung des Blumberger Damms an der Straße Alt-Biesdorf. Am U-Bahnhof Elsterwerdaer Platz kreuzt er die Trasse der U-Bahn-Linie 5. In seinem nördlichen Teil knickt er mehrfach leicht ab und setzt sich im Ortsteil Köpenick bis zur Rudolf-Rühl-Allee am S-Bahnhof Wuhlheide fort. Die Ortsteilgrenze liegt unmittelbar hinter dem Grundstück Nr. 317. Im mittleren Abschnitt der Köpenicker Straße befindet sich das Gemeindezentrum Süd der Evangelischen Versöhnungskirchengemeinde Biesdorf (unteres Bild). Die Köpenicker Straße ist nicht nur die Haupterschließungsstraße von Biesdorf-Süd, sondern auch eine häufig überlastete wichtige Nord-Süd-Verkehrsverbindung. Durch die geplante Verlängerung der Tangentialen Verbindung Ost (TVO) soll die Verkehrsbelastung reduziert werden. | Ev. Versöhnungskirchengemeinde in der Köpenicker Straße 168 |
| Kohlweißlingstraße (Lage)         | 0490                                | Großer Kohlweißling, Schmetterlingsart | 17. Juli 2007                                                    | Die Straße im Bereich Habichtshorst ist die südöstliche Fortsetzung der Lauinger Straße und führt bis zum Dukatenfalterweg. Darüber hinaus läuft sie als Fuß- und Radweg bis zur Wuhle. | |
| Kornmandelweg (Lage)              | 0530                                | Kornmandel: Mandel, früheres norddeutsches Maß für 16 Stück. Hier ist die Anzahl der aufgestellten Getreidegarben (=Korn) gemeint. | 5. Apr. 1934                                                     | Bei der Erstanlage wurde der Weg als Straße IV geführt. Die Namensgebung steht im Zusammenhang mit der baulichen Erschließung der Fläche nördlich vom S-Bahnhof Biesdorf. An ihn grenzt eine größere Fläche, die als Polizeischule (Hundeausbildung) genutzt wird. Als westliche Fortsetzung schließt sich die Eitelstraße an; östlich ist es eine Sackgasse. Fußgänger und Radfahrer haben Anschluss zum Blumberger Damm. | |
| Kreuzschnabelstraße (Lage)        | 0480                                | Kreuzschnabel, Singvogel | 9. Nov. 1926                                                     | Die ursprüngliche Straße 19 erhielt nach der Bebauung ihren Namen. Der gerade Straßenzug verläuft zwischen Grabensprung im Westen und der Köpenicker Straße im Osten. | |
| Kulmseestraße (Lage)              | 0660                                | Kulmsee, Stadt in Westpreußen, seit 1920 Chełmża in Polen | 11. Mai 1938                                                     | Bei der Ersttrassierung hieß sie Auguststraße. Sie verläuft in dem westlichen Abschnitt direkt nördlich des Bahndamms von U- und S-Bahn in West-Ost-Richtung zwischen Luise-Zietz-Straße und Oberfeldstraße. Sie ist verkehrsmäßig in einen Ost- und Westabschnitt unterteilt, der nur durch einen Fußweg verbunden ist. | Kulmseestraße, westlicher Teil |
| Landhausring (Lage)               | 0740                                | Landhaussiedlung, die frühere Wohnkolonie der Frauen auf dem Gelände des Wilhelm-Griesinger-Krankenhauses | 20. Aug. 2007                                                    | Die 13 Einzelgebäude wurden gleichzeitig mit dem Krankenhaus errichtet und stehen zusammen mit den übrigen erhaltenen Bauten nunmehr unter Denkmalschutz. Wegen der flächenmäßigen Verkleinerung des Geländes (bis 2012 Vivantes Klinikum Hellersdorf, seitdem im Eigentum vom Unfallkrankenhaus Berlin) befinden sich die Landhäuser außerhalb und sollen verkauft werden. Die Erschließungsstraße, zuvor namenlos, erhielt auf Antrag des Immobilienhändlers asenticon AG den beschreibenden Namen. | |
| Langer Weg (Lage)                 | 1400                                | Länge des Verkehrswegs | 28. Sep. 1959                                                    | Der in Nord-Süd-Richtung vom Dankratweg zum Hadubrandweg führende Verkehrsweg ist eine Privatstraße und erschließt das Siedlungsgebiet Biesenhorst I. Vor 1959 war er namenlos. | |
| Lappiner Platz (Lage)             | 0120 × 60                           | Lappin, Ort in Westpreußen, seit 1920 Lapino, Ortsteil von Gdańsk in Polen | 11. Mai 1938                                                     | Der Platz wurde um 1906 als Schillerplatz eingeweiht. Der Lappiner Platz liegt mittig in der Lappiner Straße, die durch ihn geteilt wird. Im Westen begrenzt die Otto-Nagel-Straße, im Osten die Eckermannstraße den Platz. Er ist ein Pendant zum Boschpoler Platz, der etwa 1080 Meter weiter nördlich liegt. Auf dem Lappiner Platz befindet sich eine große Freisportanlage. | |
| Lappiner Straße (Lage)            | 0370 + 130                          | Lappin, Ort in Westpreußen, seit 1945 Lapino, Ortsteil von Gdańsk in Polen | 11. Mai 1938                                                     | Diese Straße verläuft in West-Ost-Richtung zwischen dem Eugen-Roth-Weg und der Oberfeldstraße. Östlich setzt sie sich als Maisweg fort. | |
| Lauchhammerstraße (Lage)          | 0260                                | Lauchhammer, Stadt in Brandenburg | 9. Nov. 1926                                                     | Die Straße wurde als Straße 30 angelegt. Sie verbindet leicht nach Südwesten verlaufend die Stader Straße mit der Pirolstraße im Süden. Die Grabensprungkurve, eine zum Güteraußenring gehörende Eisenbahnstrecke, führte von 1940 bis 1978 an der Ostseite der Straße entlang. | |
| Lauinger Straße (Lage)            | 0340                                | Lauingen, Stadt in Bayern, Partnerstadt des Bezirks Marzahn-Hellersdorf | 30. Aug. 2002                                                    | Die Lauinger Straße liegt im Bereich Biesdorf-Süd, parallel zu Alt-Biesdorf. Sie verläuft zwischen dem Damm der U-Bahn-Linie U5 und der Apollofalterallee in Nordwest-Südost-Richtung. Südwärts setzt sie sich als Kohlweißlingstraße fort. Ihre Bebauung wird im Norden von der Rückseite eines Baumarktes dominiert. Auf der Südseite entstanden seit 2010 Eigenheime. | |
| Lindenschwärmerweg (Lage)         | 0120                                | Lindenschwärmer, Schmetterlingsart | 13. Juli 2013                                                    | Die Stichstraße zweigt von der Apollofalterallee ab. | Bild gesucht Die Wikipedia wünscht sich an dieser Stelle ein Bild vom hier behandelten Ort. Motiv: 44Pinguine ( Diskussion ) 15:23, 9. Jan. 2025 (CET) Falls du dabei helfen möchtest, erklärt die Anleitung , wie das geht. BW           |
| Lindenstraße (Lage)               | 0280                                | Linden (Gattung), Laubbaumgattung | um 1907                                                          | Sie verläuft zwischen Köpenicker Straße in Höhe des Elsterwerdaer Platzes und Apollofalterallee in Nordwest-Südost-Richtung. | |
| Lissaer Straße (Lage)             | 0360                                | Lissa, Stadt in der Provinz Posen, seit 1920 Leszno in Polen | 9. Nov. 1926                                                     | Bei der Parzellierung der Flächen wurde sie als Straße 23 angelegt. Sie verläuft zwischen Am Waldberg und Grabensprung in West-Ost-Richtung. | |
| Lobelienweg (Lage)                | 0080                                | Lobelien, Glockenblumengewächse (Campanulaceae), die nach dem flämischen Botaniker und Arzt Matthias de L’Obel (Lobelius) benannt wurden | 2. Apr. 2002                                                     | Die Privatstraße liegt südlich von Alt-Biesdorf und verbindet Am Brodersengarten mit dem Pfingstrosenweg in West-Ost-Richtung. | |
| Lötschbergstraße (Lage)           | 0480                                | Lötschberg, Alpenübergang in der Schweiz | 8. März 1935                                                     | Sie verläuft als südliche Fortsetzung der Mozartstraße zwischen Alt-Biesdorf (N) und Bruchgrabenweg (S). Zuerst wurde sie nach der Richtung Karlshorster Weg (bis um 1930) und Karlshorster Straße (um 1930 bis 1935) genannt. | |
| Luise-Zietz-Straße (Lage)         | 1200 (im Ortsteil)                  | Luise Zietz (1865–1922), Schriftstellerin und Politikerin | 24. Mai 1951                                                     | Um 1906 wurde sie als Fürstenstraße angelegt; weitere parallele Straßen erhielten gleichzeitig allgemeine Bezeichnungen nach Herrschern (Fürsten-, Herzog-, Prinzen-, König- und Kaiserstraße). Nach dem Zweiten Weltkrieg wurden die Herrschertitel durch neue Straßennamen ersetzt. Der Hausnummernbereich 87–129 (ungerade; Westseite zwischen Marchwitzastraße und Allee der Kosmonauten) gehört zu Berlin-Marzahn. Die Straße verläuft geradlinig von Nord nach Süd zwischen Allee der Kosmonauten und Kulmseestraße und erschließt ein Villenviertel. In der Umgebung im Ortsteil Berlin-Hellersdorf sind weitere Verkehrswege nach Künstlern oder Schriftstellern neu benannt worden. | |
| Maisweg (Lage)                    | 1040                                | Mais, eine Getreidesorte | 5. Apr. 1934                                                     | Bei der Erstanlage hieß der Weg Straße 3. Die Namensgebung steht im Zusammenhang mit der baulichen Erschließung der Fläche nördlich vom S-Bahnhof Biesdorf. Der Maisweg verläuft in Nord-Süd-Führung vom Kornmandelweg über die Kreuzung Rapsweg und mündet nach einem Knick westwärts in die Oberfeldstraße. | |
| Maratstraße (Lage)                | 1950                                | Jean-Paul Marat (1743–1793), französischer Revolutionär | 24. Mai 1951                                                     | Bei der Anlage des Straßensystems wurde sie Herzogstraße genannt; weitere parallele Straßen erhielten gleichzeitig allgemeine Bezeichnungen nach Herrschern (Fürsten-, Prinzen-, König- und Kaiserstraße). Die Straße verläuft in Nord-Süd-Richtung zwischen Annenstraße und Kulmseestraße. Nach dem Zweiten Weltkrieg wurden die Herrschertitel durch neue Straßennamen ersetzt. Unter der Hausnummer 100 befindet sich die Nordgemeinde der Versöhnungskirche. | |
| Mettlacher Straße (Lage)          | 0180                                | Mettlach, Gemeinde im Saarland | 8. März 1935                                                     | Zuerst hieß sie Straße 24. Sie verläuft in West-Ost-Richtung als Verbindung zwischen dem Christelweg und der Joachim-Ringelnatz-Straße. 1986 wurde sie um ein kleines östliches Stück verlängert. | |
| Minsker Straße (Lage)             | 0330                                | Minsk, Hauptstadt von Weißrussland; die Minsker Stadtbezirke „Partisan“ und „Oktjabr“ sind Städtepartner des Bezirks Marzahn-Hellersdorf | 8. Sep. 2003                                                     | Sie verläuft von der Weißenhöher südwärts bis zur Haltoner Straße, den Elsterwerdaer Platz tangierend. | Blick vom Elsterwerdaer Platz südwärts |
| Möwenweg (Lage)                   | 0430 + 120                          | Möwen, eine Vogelfamilie innerhalb der Regenpfeiferartigen | 29. Sep. 1988                                                    | Er verläuft westlich parallel zur Wuhle zwischen Alt-Biesdorf und Grüne Aue. Der Weg wurde unter Einbeziehung eines vorher namenlosen Wuhlepfades ausgebaut und benannt. Er besitzt drei westliche Querarme. | |
| Mohrenfalterstraße (Lage)         | 0360                                | Mohrenfalter, Schmetterlingsart | 17. Juli 2007                                                    | Die Straße verläuft in West-Ost-Richtung von der Köpenicker Straße bis zum Segelfalterweg, dabei bildet sie einige Erschließungsarme, u. a. zu den Schmetterlingswiesen. | |
| Mozartstraße (Lage)               | 0350                                | Wolfgang Amadeus Mozart (1756–1791), Komponist | vor 1922                                                         | Die Nord-Süd-Straße verbindet den Waldbacher Weg mit Alt-Biesdorf. Südlich setzt sie sich als Lötschbergstraße fort. | |
| Nitzwalder Straße (Lage)          | 0400                                | Nitzwalde, Ort in Westpreußen, seit 1920 Nicwałd in Polen, Ortsteil der Gemeinde Gruta | 7. Jan. 1928                                                     | Bei der Erstanlage hieß sie Straße 15. Sie befindet sich ganz im Süden von Biesdorf und verläuft parallel zum Wuhleufer zwischen der Buchenhainer und Bismarcksfelder Straße. Das letzte Stück ist eine Sackgasse. | |
| Nordpromenade (Lage)              | 0550                                | Himmelsrichtung Norden und Promenade | vor 1957                                                         | Diese Straße, bei der Bebauung zunächst namenlos, kann am westlichen Ende mit Kraftfahrzeugen benutzt werden. Dann verläuft sie als Fuß- und Radweg durch den Schlosspark Biesdorf bis zur Oberfeldstraße. Westlich führen der Waldbacher Weg und östlich der Frankenholzer Weg in gleicher Richtung weiter. | |
| Oberfeldstraße (Lage)             | 02770                               | Oberfeld, historischer Name einer Feldflur auf Biesdorfer Gebiet | 3. Mai 1935                                                      | Die Straße wurde zu Beginn des 20. Jahrhunderts in Teilen neu trassiert. Die vorherigen Straßen (Marzahner Straße und Bahnhofstraße), die bereits im 19. Jahrhundert bestanden, wurden einbezogen. Unter der Hausnummer 58 befindet sich die katholische Kirche „Maria, Königin des Friedens“, die im September 1984 eingeweiht wurde. Im Mai 1986 wurde die Straße durch die Sperrung des Bahnübergangs für Kraftfahrzeuge in einen Nord- und einen Südabschnitt geteilt. Zuvor war sie eine der verkehrsreichsten Straßen im nördlichen Biesdorf. | Südabschnitt der Oberfeldstraße mit dem Postgebäude |
| Öseler Straße (Lage)              | 0640                                | Ösel, deutscher Name der estnischen Insel Saaremaa | 11. Mai 1938                                                     | Bei der Erstanlage um 1906 hieß sie Karlstraße. | |
| Otto-Nagel-Straße (Lage)          | 1780                                | Otto Nagel (1894–1967), Maler | 4. Jan. 1968                                                     | Sie wurde zuerst als Königstraße angelegt. Der 1968 vergebene Straßenname ehrt den damals gerade verstorbenen Künstler, der bis 1962 Präsident der Akademie der Künste der DDR und bis 1954 auch Mitglied der Volkskammer war. Vor der Parzelle Nummer 38 wurden am 18. Juni 2003 Stolpersteine zu Ehren der Familie Fanny, Phillip und Margot-Edith Feibusch verlegt, die hier wohnte. Durch massive faschistische Ausschreitungen wurden alle drei 1938 aus Deutschland vertrieben. | |
| Parkweg (Lage)                    | 0180                                | Schlosspark Biesdorf | nach 1954                                                        | Der Parkweg wurde als kurze West-Ost-Straße zwischen der Oberfeldstraße (als Fortsetzung der Beethovenstraße) über den Wildrosenweg bis zur Westseite des Parks zur verkehrlichen Erschließung angelegt. | Parkweg, Blickrichtung ostwärts |
| Paulinenauer Straße (Lage)        | 0260                                | Paulinenaue, Gemeinde in Brandenburg | 9. Nov. 1926                                                     | Nach der Parzellierung des Geländes hieß sie Straße 18. Sie ist ein West-Ost-Verkehrsweg zwischen Schackelsterstraße / Am Weidenbusch und der Köpenicker Straße. | |
| Pfingstrosenweg (Lage)            | 0440                                | Pfingstrosen, Zierpflanzen | 2. Apr. 2002                                                     | Die Privatstraße liegt südlich der Straße Alt-Biesdorf und verbindet Am Brodersengarten mit dem Heidekrautweg. | |
| Pirolstraße (Lage)                | 0560 (im Ortsteil)                  | Pirol, einheimischer Singvogel | 9. Nov. 1926                                                     | Die Straße, bei ihrer Erstanlage Straße 25, war vor der Verlegung der Bahnstrecke auf einen Damm durchgängig von Karlshorst bis nach Biesdorf in West-Ost-Richtung. Nun hat jeder der beiden Ortsteile einen Restabschnitt der Pirolstraße. In Biesdorf verbindet sie die Lauchhammerstraße mit dem Grabensprung. | |
| Pollnower Weg (Lage)              | 0670                                | Pollnow, Stadt in Pommern, seit 1945 Polanów | 11. März 1937                                                    | Zuerst hieß der Weg Straße 37. Der Pollnower Weg ist eine Sackgasse, die an der Straße Habichtshorst beginnt und südwärts führt. | |
| Prignitzstraße (Lage)             | 1740                                | Prignitz, Landschaft in Brandenburg und Mecklenburg-Vorpommern | 24. Mai 1951                                                     | Um 1906 wurde sie als Prinzenstraße angelegt; weitere parallele Straßen erhielten gleichzeitig allgemeine Bezeichnungen nach Herrschern (Fürsten-, Herzog-, König- und Kaiserstraße). Die Straße verläuft in Nord-Süd-Richtung (von Cecilienstraße bis Kulmseestraße) und erschließt die ehemalige Stadtrandsiedlung Hellersdorf. | |
| Püttlinger Straße (Lage)          | 0220                                | Püttlingen, Stadt im Saarland | 21. Feb. 1940                                                    | Bei der Erstanlage hieß sie Straße 61. Sie führt von der Ostbahn südwärts bis zum Frankenholzer Weg. Ihre Umbenennung steht im Zusammenhang mit der Rückgliederung des Saargebietes in das Deutsche Reich im Jahr 1935. Sie liegt in der in den 1930er Jahren entstandenen Paradiessiedlung. | |
| Rägeliner Straße (Lage)           | 0200                                | Rägelin, Ortsteil der Gemeinde Temnitzquell in Brandenburg | 9. Nov. 1926                                                     | Zuerst hieß sie Straße 29. Sie führt in Nord-Süd-Richtung von der VnK-Strecke (seit 1988 U-Bahn-Linie 5) parallel zum Berliner Außenring bis zur Stader Straße. Sie ist durch einen Fußgängertunnel unter dem Berliner Außenring mit dem Richard-Kolkwitz-Weg in Berlin-Karlshorst verbunden. | |
| Rapsweg (Lage)                    | 0800                                | Raps, eine Nutzpflanze aus der Familie der Kreuzblütengewächse | 15. Juli 1961                                                    | Zuerst hieß der Weg Straße II, nach dem Erlass des Reichserbhofgesetzes 1934 erhielt sie den Namen Erntedankweg. Die 1961 vorgenommene Namensgebung orientiert sich an Nutzpflanzen. Der Rapsweg liegt nördlich vom S-Bahnhof Biesdorf. | |
| Rapsweißlingstraße (Lage)         | 0350                                | Rapsweißling, Schmetterlingsart | 17. Juli 2007 (Die Verkehrsübergabe erfolgte am 1. August 2008.) | Die Erschließungsstraße verläuft in Nord-Süd-Richtung zwischen Apollofalterallee und Mohrenfalterstraße. | |
| Rauhkopfweg (Lage)                | 0120                                | Orangefuchsiger Rauhkopf, ein giftiger Lamellenpilz, „Pilz des Jahres 2002“ | 15. Dez. 2006 (Die Verkehrsübergabe erfolgte am 5. April 2007.)  | Der Rauhkopfweg verläuft in Nord-Süd-Richtung vom Budapester Weg bis über die Haltoner Straße in einem neu erschlossenen Wohngebiet. Die Namensvergabe erfolgte auf Antrag eines hier ansässigen Champignonzuchtbetriebes. | |
| Roggensteig (Lage)                | 0480                                | Roggen, Getreideart | 5. Apr. 1934                                                     | Zuerst hieß der Steig Straße 4; die neue Namensgebung steht im Zusammenhang mit der baulichen Erschließung der Fläche nördlich vom S-Bahnhof Biesdorf. Der Roggensteig verbindet den Bereich südlich des Kornmandelwegs (beginnend an einem Querarm der Oberfeldstraße) in Nord-Süd-Richtung mit dem Rapsweg und liegt in Biesdorf-Nord. | |
| Roßlauer Straße (Lage)            | 0520                                | Roßlau, Stadtteil von Dessau-Roßlau in Sachsen-Anhalt | 31. Juli 1947                                                    | Zuerst hieß sie Straße 1, ab 1934 erhielt sie den Namen Bückebergweg, benannt nach der Erhebung Bückeberg bei Hameln, auf dem die Nationalsozialisten jährlich das Reichserntedankfest abhielten. Die Straße wurde zeitgleich mit dem Erbhof- und dem Erntedankweg umbenannt. Die Roßlauer Straße liegt nördlich vom S-Bahnhof Biesdorf und verbindet die Oberfeldstraße mit dem Ährenweg. | |
| Rotraudstraße (Lage)              | 0540                                | Rotraud, weiblicher Vorname, sinngemäß: „Ruhm“ und „Stärke“ | vor 1902                                                         | Zuerst wurde sie auch Rottrautstraße geschrieben. Bei der Neubenennung erhielten (fast) alle West-Ost-Straßen weibliche und die Nord-Süd-Straßen männliche Vornamen. | |
| Rundweg (Lage)                    | 0310                                | nach der bogenförmigen Straßenführung | 8. März 1935                                                     | Trotz des Namens ist es kein Weg, der einmal um eine andere Fläche herumführt, sondern er stellt lediglich ein Kreissegment dar. Zuerst hieß er Straße 56. | |
| Schackelsterstraße (Lage)         | 1240                                | ein nach ihrem Ruf („schack, schack“) bezeichneter Elstervogel | 9. Nov. 1926                                                     | Die Straße, bei ihrer Erstanlage als Straße 17 bezeichnet, verläuft in West-Ost-Richtung von der Rägeliner bis zur Wulkower Straße südlich parallel zur Trasse der U-Bahn-Linie 5. Die Grabensprungkurve, eine zum Güteraußenring gehörende Eisenbahnstrecke, querte von 1940 bis 1978 die Straße an einem Bahnübergang westlich der Einmündung von Am Waldberg. Hinter dem Haus Nr. 63 ist der ehemalige Trassenverlauf noch heute deutlich zu erkennen. | |
| Schillerfalterstraße (Lage)       | 0520                                | Großer Schillerfalter und Kleiner Schillerfalter, Schmetterlingsfamilie | 17. Juli 2007                                                    | Die Straße in der ehemaligen Kolonie Habichtshorst verbindet die Augenfalterstraße mit dem Dukatenfalterweg in Nordwest-Südost-Führung. | |
| Schlochauer Straße (Lage)         | 0440                                | Schlochau, Stadt in Westpreußen, seit 1945 Człuchów | vor 1902                                                         | Sie ist die westlichste Straße des Ortsteils und verbindet in Nord-Süd-Richtung die Weißenhöher Straße mit dem Bruchgrabenweg. Darüber hinaus ist es eine 100 Meter lange Sackgasse. | |
| Schmellwitzer Weg (Lage)          | 0260                                | Schmellwitz, Stadtteil von Cottbus in Brandenburg | 7. Juni 2004                                                     | Er liegt in einer Kleinsiedlung zwischen der Bundesstraße 1, dem Bahndamm und dem Baggersee. Die Privatstraße wurde bei der baulichen Erweiterung der Siedlung angelegt. Der Straßenname wurde auf Antrag der hier tätigen Bau- und Immobilienfirma nach deren Hauptsitz vergeben. | |
| Schrodaer Straße (Lage)           | 0480                                | Schroda, Stadt in der Provinz Posen, seit 1920 Środa Wielkopolska | 11. März 1937                                                    | Die Straße wurde als Straße 6 angelegt. Sie verläuft abgestuft zwischen der Debenzer und der Beruner Straße und umschließt die Kolonie Klein-Biesdorf-Süd. | |
| Schulgasse (Lage)                 | 0250                                | Schule, eine für den Einzugsbereich Biesdorf-Süd errichtete Grundschule in dieser Gasse | 28. Sep. 1959                                                    | Die Gasse verbindet den Langen Weg in der früheren Kolonie Biesenhorst I über einen in Nord-Süd-Richtung verlaufenden namenlosen Fußweg mit der Alberichstraße. Verkehrsmäßig handelt es sich um eine Sackgasse. | |
| Schulstraße (Lage)                | 0340 + 310                          | Schule, die frühere Dorfschule, in der DDR 17. Polytechnische Oberschule „Otto Nagel“, seit den 1990er Jahren Otto-Nagel-Gymnasium | um 1920                                                          | Die Straße wurde nach einem der ersten Bauwerke im beginnenden 20. Jahrhundert benannt; die Schule steht inzwischen unter Denkmalschutz (oberes Bild). Beim Bau der Eisenbahntrasse nach Süden wurde die Straße in einen östlichen und einen westlichen Abschnitt aufgetrennt (unteres Bild östlicher „Stummel“). Der westliche Abschnitt verbindet die Haydnstraße mit der Braunsdorfstraße. Der östliche Abschnitt reicht von der Bahntrasse bis zur Oberfeldstraße. Darüber hinaus führt sie als Fußweg über den Wohnhof bis zum Wildrosenweg. | Otto-Nagel-Gymnasium in der Schulstraße · Schulstraße, östlicher „Stummel“ |
| Schwabenallee (Lage)              | 1550                                | Schwaben, Landschaft in Baden-Württemberg und Bayern | 24. Mai 1951                                                     | Bei der Erstanlage um 1900 hieß sie Königsallee. Sie liegt im Bereich Biesdorf-Süd und verbindet Habichtshorst (Nord) mit der Arnfriedstraße (Süd). Im unteren Drittel wird sie vom Schwabenplatz unterbrochen. | |
| Schwabenplatz (Lage)              | 0080 × 60                           | Schwaben, Landschaft in Baden-Württemberg und Bayern | 24. Mai 1951                                                     | Der Platz – zuerst Königsplatz genannt – ist ein auf eine Ecke gestelltes Rechteck. Er liegt auf der Kreuzung Schwaben-/Eichenallee inmitten eines Villenviertels. Auf der Grünanlage befindet sich keine Bebauung; seine Ränder sind mit einer Doppelreihe Bäume bestanden. | Schwabenplatz von Nordwesten gesehen |
| Segelfalterweg (Lage)             | 0100                                | Segelfalter, Schmetterlingsart | 17. Juli 2007                                                    | Der Weg ist eine kurze Nord-Süd-Straße zwischen Aurorafalterweg, Heidefalterweg und Mohrenfalterstraße. | |
| Sensenpfad (Lage)                 | 0100                                | Sense, Gartengerät | 5. Apr. 1934                                                     | Der Verkehrsweg hieß zunächst Straße 6. Die kurze Erschließungsstraße geht östlich vom Gerstenweg ab. Mit dem Blumberger Damm hängt der Pfad nur über einen Fuß-/Radweg zusammen. Die neue Namensgebung steht im Zusammenhang mit der baulichen Erschließung der Fläche nördlich vom S-Bahnhof Biesdorf. | |
| Siegmarstraße (Lage)              | 0720                                | Siegmar, männlicher Vorname, sinngemäß: „sagenhaft“ | 9. Juni 1933                                                     | Zuerst hieß der Verkehrsweg Straße 81. Bei der Neubenennung erhielten alle West-Ost-Straßen weibliche, die Nord-Süd-Straßen männliche Vornamen. Die Siegmarstraße verläuft von einem Fußweg, der den Landschaftspark Wuhletal und die Gärten der Welt trennt, über die Völklinger Straße bis zur Cecilienstraße. | |
| Spatenweg (Lage)                  | 0420                                | Spaten, Gartengerät | 5. Apr. 1934                                                     | Die Erstbezeichnung war Straße 11. Die neue Namensgebung steht im Zusammenhang mit der baulichen Erschließung der Fläche nördlich vom S-Bahnhof Biesdorf. Der Spatenweg verbindet den Hafersteig mit dem Blumberger Damm und bildet gleichzeitig die Fortsetzung der Biesdorfer Promenade. Östlich des Blumberger Damms befindet sich eine fußläufige Verlängerung bis zur Warener Straße. | |
| Stachelbartweg (Lage)             | 0080                                | Ästiger Stachelbart, ein essbarer Pilz mit korallenartiger Struktur, „Pilz des Jahres 2006“ | 16. Dez. 2006 (Die Verkehrsfreigabe erfolgte am 5. April 2007.)  | Der Stachelbartweg führt in Nord-Süd-Richtung vom Budapester Weg bis über die Haltoner Straße in einem neu erschlossenen Wohngebiet. Die Namensvergabe erfolgte auf Antrag eines hier ansässigen Champignonzuchtbetriebes. | |
| Stader Straße (Lage)              | 0240                                | Stade, Stadt in Niedersachsen | 9. Nov. 1926                                                     | Die Straße entstand aus der Straße 21 und Straße 21a. Die Stader Straße verbindet als West-Ost-Zug die Rägeliner mit der Straße Am Waldberg. In den 2000er Jahren wurde sie durch Verkleinerung des Walslebener Platzes verlängert. | |
| Stawesdamm (Lage)                 | 0160                                | Stawes (Eigenname) und Damm (Wall) | vor 1890                                                         | Der Weg ist bereits auf früheren Karten eingetragen, allerdings namenlos. Er verbindet die südliche Fahrbahn von Alt-Biesdorf mit der Weißenhöher Straße. Nach einem Lageplan von 1733 gab es in Biesdorf „Stawes Wiesen“, sodass die Straße wahrscheinlich nach dem Eigentümer benannt wurde. | |
| Straubinger Straße (Lage)         | 0510                                | Straubing, Stadt in Bayern | 9. Nov. 1926                                                     | Zuerst hieß sie Straße 24. Der gerade West-Ost-Straßenzug verläuft zwischen Grabensprung und Köpenicker Straße. | |
| Tiergartenstraße (Lage)           | 0420                                | Tiergarten, großzügig angelegter Park für Tiere | vor 1920                                                         | Zuerst hieß sie Straße N. Der neue Name orientiert sich an dem reichhaltigen Wildtierbestand des westlich und südlich gelegenen Biesdorfer Waldes. Die Tiergartenstraße verläuft zwischen Köpenicker Straße und Biesdorfer Weg in leicht geschwungener West-Ost-Führung. | |
| Tychyer Straße (Lage)             | 0140                                | Tychy, (deutsch: ‚Tichau‘), Stadt in der Woiwodschaft Schlesien in Polen; Partnerstadt von Marzahn-Hellersdorf | 30. Aug. 2002                                                    | Die Straße verläuft zwischen Alt-Biesdorf und Lauinger Straße. | |
| Völklinger Straße (Lage)          | 0210                                | Völklingen, Stadt im Saarland | 8. März 1935                                                     | Zuerst wurde sie als Straße 25a angelegt. Sie ist der östlichste Abschnitt des West-Ost-Straßenzuges Elisabethstraße – Alwineweg – Völklinger Straße und endet als Sackgasse. Ihre Umbenennung steht im Zusammenhang mit der Rückgliederung des Saargebietes in das Deutsche Reich im Jahr 1935. | |
| Vorstadtweg (Lage)                | 0350                                | Vorstadt, Bezeichnung für ein Dorf, das einer größeren Stadt vorgelagert ist (hier ist die Situation von Biesdorf im Verhältnis zur weiter westlich gelegenen Stadt Lichtenberg bzw. Berlin zur Zeit der Namensgebung gemeint)                           | 8. März 1935                                                     | Zuerst hieß der Weg Straße 55. Er geht vom Bruchgrabenweg südwärts ab und nach der Einmündung des Rundwegs führt er als Sackgasse noch rund 90 Meter weiter. | |
| Waldbacher Weg (Lage)             | 0340 + 200                          | Waldbach, Ort in Österreich in der Steiermark | 12. Feb. 1935                                                    | Bei der Erstanlage hieß der Weg Wagnerstraße. An seinem westlichen Ende verläuft die Straße unter der Märkischen Allee. Sie wird dann an der Braunsdorfstraße durch einen Bahndamm unterbrochen. Nach Osten setzt sich der Weg bis zur Oberfeldstraße fort. Der weitere Verlauf trägt die Bezeichnung Nordpromenade und führt südlich parallel an der S-Bahn-Trasse entlang durch den Stadtpark Biesdorf bis zum Blumberger Damm. | |
| Walsheimer Straße (Lage)          | 0600                                | Walsheim, Gemeindeteil von Gersheim im Saarland | 21. Feb. 1940                                                    | Bei der Erstanlage hieß sie Straße 60. Die Namensvergabe erfolgte im Zusammenhang mit der Rückgliederung des Saargebietes in das Deutsche Reich im Jahr 1935. Sie verläuft in Nordost-Südwest-Richtung parallel zum Bahndamm der U-Bahn. Nördlich von dieser Straße entstand am Ende des 20. Jahrhunderts auf einem früheren Gelände der NVA die Paradiessiedlung. Die Straße ist verkehrsmäßig dreigeteilt, ein Mittelstück ist ein reiner Fußweg. | |
| Walslebener Platz (Lage)          | 0120 × 80                           | Walsleben, Gemeinde in Brandenburg | 9. Nov. 1926                                                     | Zunächst hieß die Fläche Platz D. Die Grabensprungkurve, eine zum Güteraußenring gehörende Eisenbahnstrecke, führte von 1940 bis 1978 quer über den Platz. Inzwischen ist die östliche Hälfte mit zwölf Villen bebaut. Die Fläche besitzt keinen erkennbaren Platzcharakter. Auf der westlichen Hälfte steht ein öffentliches Gebäude (Schule?), daran schließt sich bis zur Pirolstraße ein Sportplatz an. | |
| Warener Straße (Lage)             | 0840 + 130                          | Waren (Müritz), Stadt in Mecklenburg-Vorpommern | 1. Aug. 1995                                                     | 1995 wurden die Verlängerung des Rapsweges östlich des Blumberger Damms bis zum damaligen Wilhelm-Griesinger-Krankenhaus sowie die Abzweigung bis zum MEON-Gewerbepark in Warener Straße benannt. Die Straße verläuft zunächst (130 Meter) in West-Ost-Richtung bis zum Haupteingang des Unfallkrankenhauses Berlin (ukb). Von dort setzt sie sich T-förmig in Nord- und Südrichtung fort. | |
| Wateweg (Lage)                    | 0430                                | Wate, Figur der Gudrunsage, deren Hin- und Herlaufen im Wasser Ebbe und Flut erzeugen soll | 1. Dez. 1993                                                     | Vor der Namensgebung war der Wateweg ein Teil des Biesdorfer Weges. Er verläuft zwischen der Köpenicker Straße und dem Westufer des Wuhlesees in Nord-Süd-Richtung und verbindet die Gerald- mit der Hadubrandstraße. | |
| Weißenhöher Straße (Lage)         | 1310                                | Weißenhöhe, Stadt in der Provinz Posen, seit 1920 Białośliwie in Polen | 27. Juni 1925                                                    | Der zuerst mit Straße 1 bezeichnete Verkehrsweg führt in West-Ost-Richtung von der Schlochauer Straße bis zur Köpenicker Straße. Die markantesten Bauwerke sind das Einkaufszentrum Biesdorf Center und der Komplex des Arno-Philippsthal-Heims auf seiner Südseite (Bild), Hausnummer 64. | |
| Weizenweg (Lage)                  | 0920                                | Weizen, Getreidesorte | 5. Apr. 1934                                                     | Zuerst hieß sie Straße 5; die neue Namensgebung steht im Zusammenhang mit der baulichen Erschließung der Fläche nördlich vom S-Bahnhof Biesdorf. Der Weizenweg verbindet einen Querarm der Oberfeldstraße in Nord-Süd-Richtung mit der Roßlauer Straße und liegt in Biesdorf-Nord. | |
| Wettersternweg (Lage)             | 0220                                | Wetterstern, ein Pilz, der auf Luftfeuchtigkeit reagiert; „Pilz des Jahres 2005“ | 16. Dez. 2006 (die Verkehrsfreigabe erfolgte am 5. April 2007)   | Der Wettersternweg führt in Nord-Süd-Richtung vom Budapester Weg bis zur Haltoner Straße in einem neu erschlossenen Wohngebiet. Die Namensvergabe erfolgte auf Antrag eines hier ansässigen Champignonzuchtbetriebes. | |
| Wildrosenweg (Lage)               | 0220                                | Wildrosen, Blühsträucher mit essbaren Früchten | um 1953                                                          | Die Straße verläuft in Nord-Süd-Richtung zwischen Nordpromenade und Parkweg. Sie wurde bei der Erweiterung des Dorfkerns nördlich von Alt-Biesdorf angelegt. Ihre Bebauung besteht aus einheitlichen dreigeschossigen Gebäudetrakten. | Wildrosenweg, Blick nach Süden |
| Wilhelmsbrücker Straße (Lage)     | 0140                                | Wilhelmsbrück, Ort in der Provinz Posen, seit 1920 Podzamcze, Ortsteil der Stadt Wieruszów | 27. Juni 1925                                                    | Sie ist die West-Ost-Verbindung zwischen der Brachfelder Straße und Grabensprung in Höhe des Baggersees. Ihre Nordseite wird in ganzer Länge von Sportplätzen eingenommen, die Südseite ist mit Wohngrundstücken erschlossen. Bei der Erstanlage hieß sie Straße 4. | |
| Wuhlestraße (Lage)                | 0460 + 140 + 60                     | Wuhle, Fluss durch Biesdorf | 27. Nov. 1980                                                    | Im Rahmen der Errichtung weiterer Wohngebäude im damaligen Bezirk Hellersdorf wurde diese Straße angelegt. Sie gehört seit 2001 zum Bereich Biesdorf-Nord und hat einen Hauptast in Nord-Süd-Richtung zwischen Cecilienstraße und Buckower Ring. Zur Erschließung des Wohnumfelds gibt es darüber hinaus gleichnamige Queräste. | |
| Wuhletal (Lage)                   | 0590                                | Wuhle, Fluss durch Biesdorf | um 2007                                                          | Die geradlinige Straße zwischen Alt-Biesdorf und dem südlichen Querast der Grünen Aue ist ein Rad- und Wanderweg. | Wuhletal mit Blick auf die Neubauten an der Apollofalterallee |
| Wuhleweg (Lage)                   | 0120                                | Wuhle, Fluss durch Biesdorf | 1. Okt. 1993                                                     | Die zuvor namenlose Straße erhielt ihre Bezeichnung in Anlehnung an die nahe gelegene Kleingartenanlage ‚Neues Leben Wuhleweg‘. Sie führt in West-Ost-Richtung von der Grünen Aue zum Möwenweg. | Wuhleweg an seinem östlichen Ende |
| Wuhlgartenweg (Lage)              | 0140 + 530                          | Wuhlgarten, frühere Bezeichnung für den Park entlang der Wuhle, der auch in dem ersten Namen des Wilhelm-Griesinger-Krankenhauses verwendet wurde | 15. Mai 1995                                                     | Der bereits lange vor der Namensgebung vorhandene Fußweg verläuft zwischen Oberfeldstraße und der Altentreptower Straße unter dem Blumberger Damm hindurch. Ein kurzes Stück bis zum S-Bahnhof Biesdorf kann mit Kraftfahrzeugen befahren werden. | |
| Wulkower Straße (Lage)            | 01080                               | Wulkow, Ortsteil der Gemeinde Neuhardenberg in Brandenburg | 9. Nov. 1926                                                     | Zuerst hieß sie Straße 34. Sie verläuft zwischen Köpenicker Straße und Straubinger Straße zunächst etwa 70 m in Ost-West-, dann weiter in Nord-Süd-Richtung. In den Jahren 2018 bis 2020 wurde vom Bauherrn Altenzentrum Erfülltes Leben gGmbH mit der Adresse Wulkower Straße 4 ein vierstöckiger Neubau errichtet, der den Namen Haus der Parität erhielt. Träger und Betreiber der Einrichtung ist die Volkssolidarität, die hier eine Kurzzeit-Tages- und nachtpflege unterhält. Es gibt 40 Betten in der Tagespflege und 8 Plätze für eine Nachtpflege. | |
| Zauchwitzer Straße (Lage)         | 0180                                | Zauchwitz, Ortsteil der Stadt Beelitz in Brandenburg | 9. Nov. 1926                                                     | Zuerst hieß sie Straße 17a. Sie ist eine Verbindung zwischen Arnsberger Straße und Grabensprung im Bereich Biesdorf-Süd. | |
| Zimmermannstraße (Lage)           | 0320 (im Ortsteil)                  | Otto Zimmermann (1863–1927), Kommunalpolitiker in Biesdorf | um 1922                                                          | Die Straße wurde um 1900 angelegt, allerdings erst 1923 im Berliner Adressbuch geführt. Sie verläuft in West-Südost-Richtung zwischen Köpenicker und der Straße An der Wuhle (im Ortsteil Kaulsdorf) über eine Wuhlebrücke hinweg. | |
| Zitronenfalterweg (Lage)          | 0140                                | Zitronenfalter, mitteleuropäische Schmetterlingsart | 17. Juli 2007                                                    | Die Straße verläuft in West-Ost-Richtung von einer Grünfläche am Wuhle-Weg bis zur Schillerfalterstraße. | |
| Zu den Faltern (Lage)             | 0220                                | Falter | 2009                                                             | Die Straße Zu den Faltern wurde einige Jahre später in dem neuen Siedlungsgebiet angelegt und führt in West-Ost-Richtung als Verlängerung der Distelfalterstraße bis Am Brodersengarten als Fußweg, dann als Verkehrsweg weiter bis zur Grünen Aue. | |
| Zum Forsthaus (Lage)              | 0200                                | ein ehemals hier vorhandenes Forsthaus | 15. März 1999                                                    | Die Straße führt vom Buckower Ring zur Warener Straße und – nur für Sonderfahrzeuge nutzbar – durch das Gelände des Unfallkrankenhauses bis zur Brebacher Straße. Sie war zuvor namenlos. | Zum Forsthaus, Kindergarten Wuhlespatzen |

## Nicht mehr vorhandene oder nur geplante Straßen in Biesdorf
Auf dem Gelände zwischen Cecilienstraße, Blumberger Damm, Kornmandelweg und Oberfeldstraße waren zwischen 1930 und 1943 der Sämannweg und der Schnitterweg projektiert; der Roggensteig sollte durchgängig in Nord-Süd-Richtung verlaufen.
Im Berliner Adressbuch von 1925 und weiteren (1930) sind außerdem folgende nicht mehr vorhandene Straßen genannt:
- Am Fliegerplatz (1930)
- Fliegerallee
- Friedrichstraße (1925, 1930, 1935)
- Kirschallee (nicht die gleichnamige Straße auf dem Krankenhausgelände; 1925, 1930, 1935)
- Lärchenallee
- Moldauer Straße (1930, 1935)
- Spielplatz F (1930)
- Straßen 211, 213, 214, 215 (1935)[57]
- Tannenallee (1930)
- Waldhausstraße
- Wilhelmstraße (1925, 1930, 1935)

## Kleingartenanlagen (KGA, ehemalsKolonien)

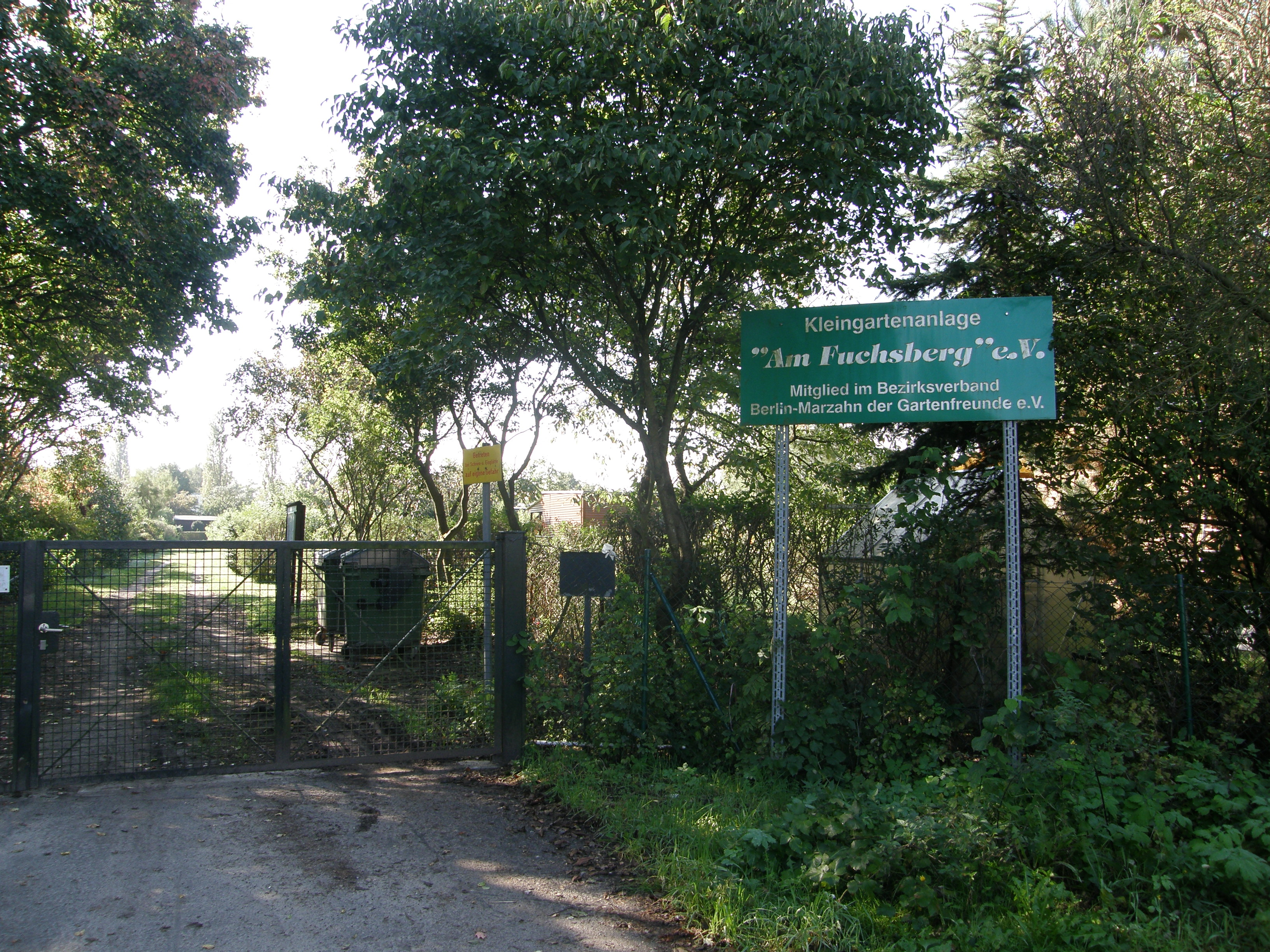
KGA Am Fuchsberg

- KGA ‚Am Forsthaus‘
- KGA ‚Am Fuchsberg‘ (Lage):

Im Herbst 2011 wurde bekannt, dass hier 2005 als Gemeinschaftsprojekt der Marzahner Schaukräutergarten unter Leitung des Gartenbauingenieurs Rainer Sermann angelegt wurde. 250 Sorten Heil-, Würz- und Küchenkräuter wurden angepflanzt und können von Besuchern betrachtet oder gekostet werden. Vor allem gibt es Tipps für den eigenen Anbau und die vielfältigen Verwendungsmöglichkeiten. Das Stammteam von fünf Personen sorgt für die Pflege, zusammen mit vielen ehrenamtlichen Helfern. Mit einer Grundschule in Rudow wurde ein Patenschaftsvertrag abgeschlossen. Die gesamte Gartenanlage erhielt im Jahr 2010 eine Silbermedaille im Bundeswettbewerb „Gärten im Städtebau“.
- KGA ‚Am Kienberg‘

Diese 1983 gegründete Kleingartenanlage mit 260 Gartenparzellen und rund 13,7 Hektar Land hieß anfangs „35. Jahrestag der DDR“ und ist mit einem relativ einheitlichen Bestand an Bungalow-Typen ausgestattet. Infolge der Wende und den nun veränderten gesetzlichen Grundlagen bildeten sich drei Abteilungen (Vereine) (‚Am Wuhleteich‘, ‚Gartenfreunde Wuhletal‘ und ,Am Kienberg‘), der ursprüngliche Name wurde abgeschafft. Die Anlage gewann im Jahr 2002 eine Goldmedaille im Bundeswettbewerb „Gärten im Städtebau“. Die drei Vereine schlossen sich im Jahr 2010 zusammen und gaben sich den Namen Am Kienberg.
- KGA ‚Biesenhorst I‘
- KGA ‚Dauergarten‘

Die Anlage mit 24 Parzellen im Eigentum der Stadt Berlin ist „bis nach 2025 dauerhaft gesichert“, danach sollen auf der Fläche Wohnhäuser entstehen.
- KGA ‚Hiltrudstraße‘

Die Anlage war bis 2021 im Besitz der Stadt Berlin. Die ursprünglich „bis 2025 dauerhaft gesicherten 36 Parzellen“ wurden jedoch an den Investor Laborgh verkauft, dessen Geschäftsführer Florian Lanz eine vorzeitige Bebauung plante und im Januar 2022 einen Bauvorbescheid für fünf kleine Einfamilienhäuser genehmigt bekam, aufgrund dessen die ganze Anlage noch 2023 abgerissen wurde. Alle Pächter erhielten eine großzügige finanzielle Entschädigung, auch kommunale Unterstützung für die Übernahme von Gartenparzellen in anderen Anlagen. Im Oktober 2023 wurde der Bebauungsplan auf eine komplette neue Bebauung mit Mehrfamilienhäusern geändert. Das zuständige Bezirksamt Lichtenberg begründete dies damit, dass „sich mit mehrgeschossigen Gebäuden eine effektivere Lärmminderung und zugleich dringend benötigter Wohnraum schneller realisieren lassen“.
→ Die KGA existiert nicht mehr. ←
- KGA ‚Immergrün‘
- KGA ‚Klein Biesdorf-Süd‘
- KGA ‚Köpenicker Wiesen‘

Die Anlage am Wateweg wurde 1976 gegründet. Sie umfasst lediglich acht Parzellen.
- KGA ‚Neues Leben Wuhleweg‘
- KGA ‚Wuhlgarten‘

## Weitere Örtlichkeiten in Biesdorf (Auswahl)

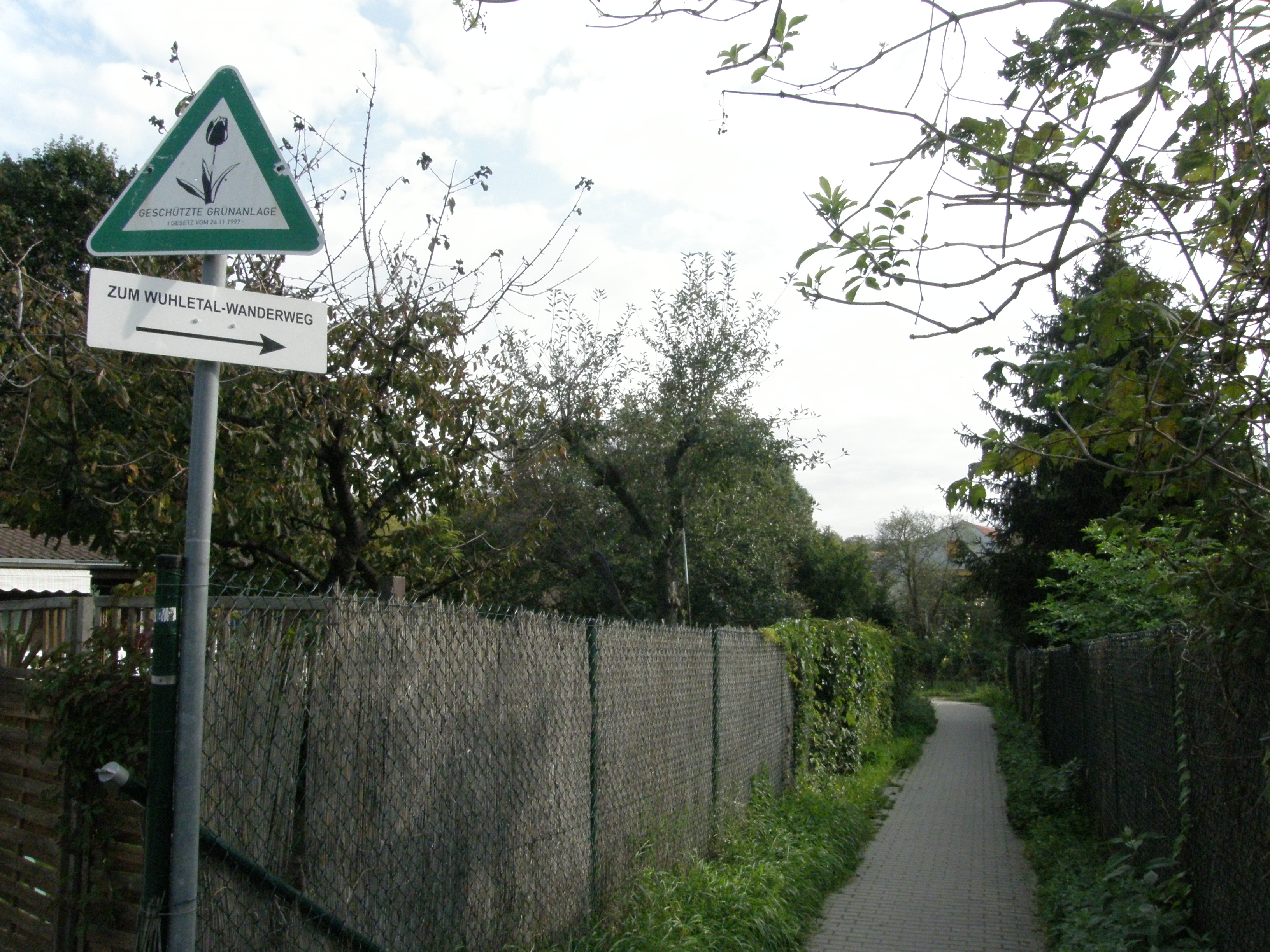
Wuhletal-Rad- und Wanderweg ganz im Osten von Biesdorf

- Bismarcksfelder Brücke: Kleine Brücke über die Wuhle im Verlauf der Bismarcksfelder Straße
- Buchenhainer Brücke: Kleine Brücke über die Wuhle im Verlauf der Buchenhainer Straße
- Landschaftspark Wuhletal
- Lärmschutzwall am Blumberger Damm: wird teilweise als Straße geführt, die jedoch nicht amtlich existiert.
- Schloss Biesdorf
- Stadtpark oder Schlosspark Biesdorf:

Er entstand auf dem Gelände des früheren Gutes Biesdorf. Hier hatte Werner von Siemens unter anderem die erste Elektrolokomotive Deutschlands bauen lassen, später kam eine Halle für Luftschiffe (Siemens-Schuckert-Werke) hinzu.
- Wilhelm-Griesinger-Krankenhaus

Hier befinden sich einige Verkehrswege, die folgende eigene Namen erhalten haben: Apfelallee, Birnenallee, Eichenallee, Kirschenallee, Neue Allee, Süßkirschenallee. Die nicht-öffentlichen Straßen sind nicht im amtlichen Verzeichnis der Biesdorfer Straßen enthalten.
- Wuhletal-Wanderweg